# Hameln

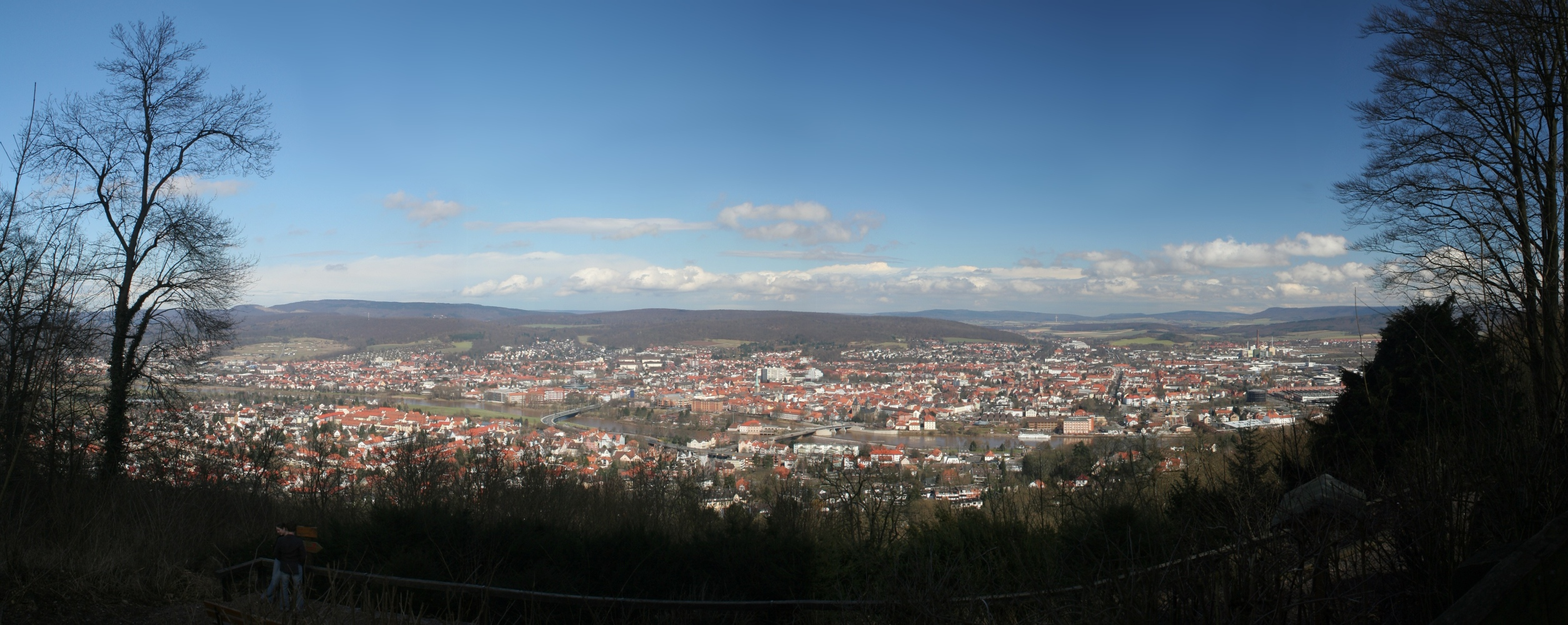
Blick auf Hameln vom Berg Klüt

Hameln (Ausspracheⓘ) ist eine große selbständige Stadt in Niedersachsen. Raumplanerisch ist die Mittelstadt als Mittelzentrum mit Teilfunktionen eines Oberzentrums eingestuft. Die Kreisstadt des Landkreises Hameln-Pyrmont liegt an der Weser und ist vor allem bekannt durch die Sage vom Rattenfänger von Hameln, die auf Ereignissen im Jahr 1284 beruhen soll.

## Geografie

### Geografische Lage
Hameln liegt südwestlich von Hannover etwa auf halber Luftlinie zwischen Herford im Westen und Hildesheim im Osten. Die Stadt befindet sich im Zentrum des Naturparks Weserbergland Schaumburg-Hameln und ist jeweils von Teilen des Weserberglands im Westen beziehungsweise Leineberglands im Osten umgeben. Hameln wird von einem Abschnitt der Oberweser durchflossen, in die im Stadtgebiet die Hamel (von Osten) und die Humme (von Westen) einmünden.
| Minden 44 km      | Nienburg/Weser 86 km                        | Hannover 47 km       |
| Herford 59 km     | Kompassrose, die auf Nachbargemeinden zeigt | Hildesheim 50 km     |
| Bad Pyrmont 23 km | Höxter 53 km                                | Alfeld (Leine) 41 km |

* Entfernungen sind gerundete Straßenkilometer bis zum Ortszentrum.
Direkt westlich der auf 68 m ü. NN gelegenen Stadt erhebt sich der Berg Klüt (258 m ü. NN), auf dem der Klütturm (Aussichtsturm) und das Klüthaus (Restaurant) stehen.

### Stadtgliederung
- Nordstadt
- Südstadt
- West/Klütviertel
- Ost/Basberg
- Mitte/Altstadt
- Wehl
- Afferde
- Hastenbeck

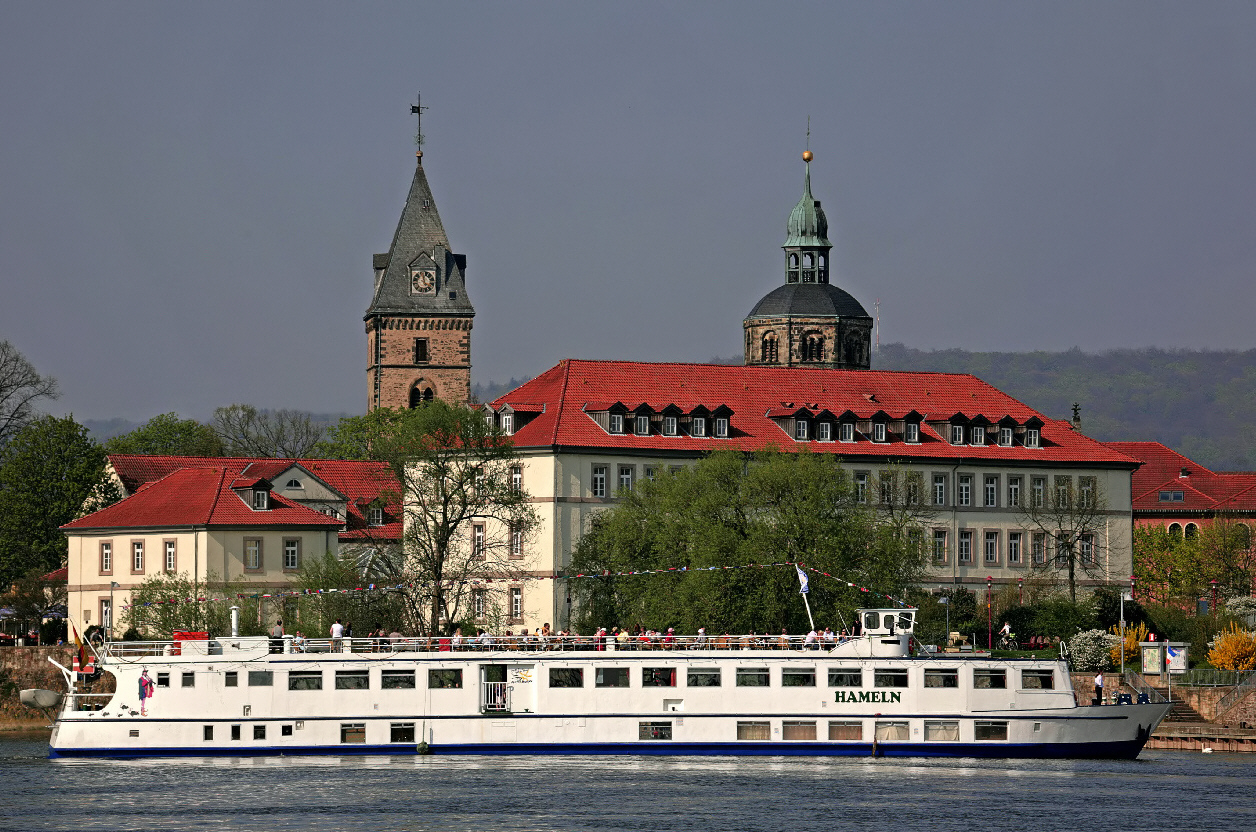
Ausflugsschiff auf der Weser in Hameln (2010)

- Halvestorf (besteht aus den Ortsteilen Halvestorf, Bannensiek, Weidehohl und Hope)
- Haverbeck
- Hilligsfeld (besteht aus den Ortsteilen Groß und Klein Hilligsfeld)
- Sünteltal (besteht aus den Ortsteilen Holtensen, Unsen, Welliehausen)
- Klein Berkel / Wangelist
- Tündern
- Wehrbergen
- Rohrsen

### Klima
Hameln, als Teil des mittleren Weserberglandes, unterliegt größtenteils dem subatlantischen Klima, welches durch milde Winter und feuchte Sommer geprägt ist. Gleichzeitig zeigen sich schwache kontinentale Einflüsse mit zeitweilig mäßig kalten Wintern und wärmeren Sommern.
|                        | Jan  | Feb  | Mär  | Apr  | Mai  | Jun  | Jul  | Aug  | Sep  | Okt  | Nov  | Dez  |   |     |
| Mittl. Temperatur (°C) | 1,8  | 2,1  | 5,4  | 9,1  | 13,5 | 16,2 | 18,3 | 17,9 | 14,1 | 10,1 | 5,7  | 2,5  | ⌀ | 9,8 |
|                        |      |      |      |      |      |      |      |      |      |      |      |      |   |     |
| Niederschlag (mm)      | 71,0 | 54,0 | 64,0 | 48,0 | 62,0 | 66,0 | 71,0 | 73,0 | 62,0 | 61,0 | 66,0 | 75,0 | Σ | 773 |
|                        |      |      |      |      |      |      |      |      |      |      |      |      |   |     |
| Sonnenstunden (h/d)    | 1,3  | 2,4  | 3,3  | 5,4  | 6,5  | 6,3  | 6,5  | 6,2  | 4,5  | 3,1  | 1,4  | 1,0  | ⌀ | 4   |

|  |

|  |

|  |

|  |

|  |

|  |

|  |

|  |

|  |

|  |

|  |

|  |

|  |

|  |

|  |

|  |

|  |

|  |

|  |

|  |

|  |

|  |

|  |

|  |

## Geschichte

### Früheste Spuren
Erste Siedlungsspuren im heutigen Stadtgebiet von Hameln gehen bis in die Steinzeit zurück. Ungeklärt ist, ab wann sich auf dem Boden der heutigen Altstadt erste dörfliche Strukturen herausbildeten.
Ungefähr um das Jahr 790 wurde der damals etwa 50-jährige Benediktinermönch Erkanbert aus dem Kloster Fulda zum Bischof für den damals neueroberten Missionsbezirk zwischen Oberweser und Leine benannt. Zum Mittelpunkt seines Wirkens wählte er zunächst das Romanuskloster in Hameln, bevor er 803/804 den Bischofssitz nach Minden verlegte. Erkanbert war der Bruder des damaligen Abtes Baugulf von Fulda.
Im Jahre 802 oder 812 errichteten der sächsische Graf Bernhard und seine Frau Christina auf ihrem Gut in Hameln eine Eigenkirche im Tilithigau. Im Jahre 826 starben beide kinderlos, die Besitzungen gingen an die Reichsabtei Fulda über. Diese gründete im Jahr 851 an dem günstig gelegenen Weserübergang ein Benediktinerkloster. Die ersten Ortsnamen bezeichneten den Ort als „Hamela“ oder „Hameloa“.

### Klostergründung
Im Laufe der Zeit bildete sich vor dem in ein Kollegiatstift umgewandelten Kloster (urkundliche Nennungen 1054 und 1074) eine Marktsiedlung, die um 1200 als Stadt genannt wird. Damit gehört Hameln zu den allerersten Städten im ehemaligen Königreich Hannover. Im Jahr 1209 wird zum ersten Mal eine (Stifts-)Mühle in Hameln erwähnt.
Die Stadthoheit über Hameln lag im 12. und 13. Jahrhundert bei der Abtei Fulda bzw. ihren Stiftsvögten in Hameln, den Grafen von Everstein. Die geistliche Oberhoheit lag beim Bischof von Minden. Im Jahr 1259 verkaufte der Abt von Fulda seine Rechte der Stadt Hameln an das Hochstift Minden. Das Hamelner Bürgerheer wollte dies nicht hinnehmen, aber unterlag im Jahre 1260 in der Schlacht bei Sedemünder dem Bischof von Minden. Im Verlauf weiterer Auseinandersetzungen erwarb Herzog Albrecht I. 1268 die Vogtei über Hameln. Im Jahr 1277 bestätigte er der Stadt mit einem Privileg ihre bis dahin vorbehaltenen Rechte.

### Rattenfänger

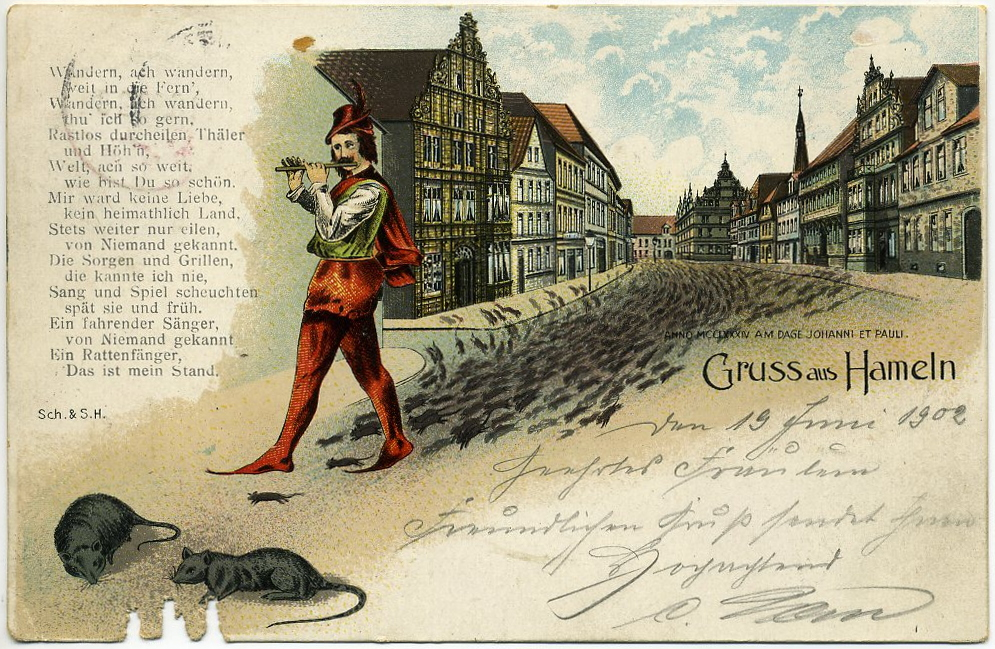
Lithografie von 1902: „Gruss aus Hameln“

Pflasterstein in der Fußgängerzone

Weltweite Bekanntheit erlangte Hameln durch die Rattenfängersage, die auf dem Auszug der „Hämelschen Kinder“ im Jahre 1284 beruht. Als historischer Hintergrund ist anzunehmen, dass es junge Bürger aus Hameln gewesen sind, die von adligen Territorialherren oder Lokatoren zur Ostkolonisation angeworben wurden. Daraus entwickelte sich später die Rattenfängersage. Die Datierung auf dieses Jahr 1284 geht auf das Spätmittelalter zurück. Der älteste Bericht hierzu stammt aus der Zeit zwischen den Jahren 1430 und 1450. In der Kultur der Stadt, die sich offiziell Rattenfängerstadt Hameln nennt, spielt die Rattenfängersage eine bedeutende Rolle. Mit dieser Symbolfigur ist Hameln auch Teil der Deutschen Märchenstraße.

### Befestigung, Hanse und Dreißigjähriger Krieg

Belagerung von Hameln im Dreißigjährigen Krieg

Wahrscheinlich im 13. Jahrhundert entstand die Hamelner Stadtbefestigung als umgebende, etwa 9 Meter hohe Stadtmauer mit Mauertürmen und Stadttoren zum Schutz vor Angriffen. Als äußerer Schutzring diente die im 14. Jahrhundert entstandene Hamelner Landwehr. 1426 wurde Hameln Mitglied der Hanse, welcher es bis 1572 angehörte. 1540 wurde die Reformation eingeführt. Bürgermeister und Rat der Stadt unterzeichneten 1580 die lutherische Konkordienformel von 1577.
Im 16. Jahrhundert erfolgte ein wirtschaftlicher Aufstieg, der bis zum Dreißigjährigen Krieg anhielt. Im Wettstreit der reichen Kaufmannschaft mit dem Landadel entstanden in dieser Zeit die prächtigen Bauten der Weserrenaissance, die das Stadtbild noch heute in der Altstadt schmücken.
Im Laufe des Dreißigjährigen Krieges nahm die Stadt im Mai 1625 zunächst nur eine kleine Truppe des Königs Christian IV. von Dänemark auf, der von den Ständen als Kriegsoberst gewählt worden war. Als sich die Lage gegenüber den ligistischen Truppen zuspitzte, zog Christian am 14. Juli 1625 selbst in Hameln ein. Eine Woche später erlitt er jedoch einen Reitunfall und er verließ überstürzt mitsamt allen Truppen die Stadt. Schon am 2. August folgte der kaiserliche Feldherr Tilly, nachdem er eine Kapitulationserklärung mit dem Rat der Stadt vereinbart hatte. Die kaiserliche Besatzung von Hameln währte bis 1633, als Herzog Georg von Braunschweig-Lüneburg und schwedische Truppen die Stadt ab März des Jahres belagerten. Nach der Niederlage eines Entsatzheeres in der Schlacht bei Hessisch-Oldendorf kapitulierten die Kaiserlichen in Hameln am 3. Julijul. / 13. Juli 1633greg. vor dem Herzog.

### Festung

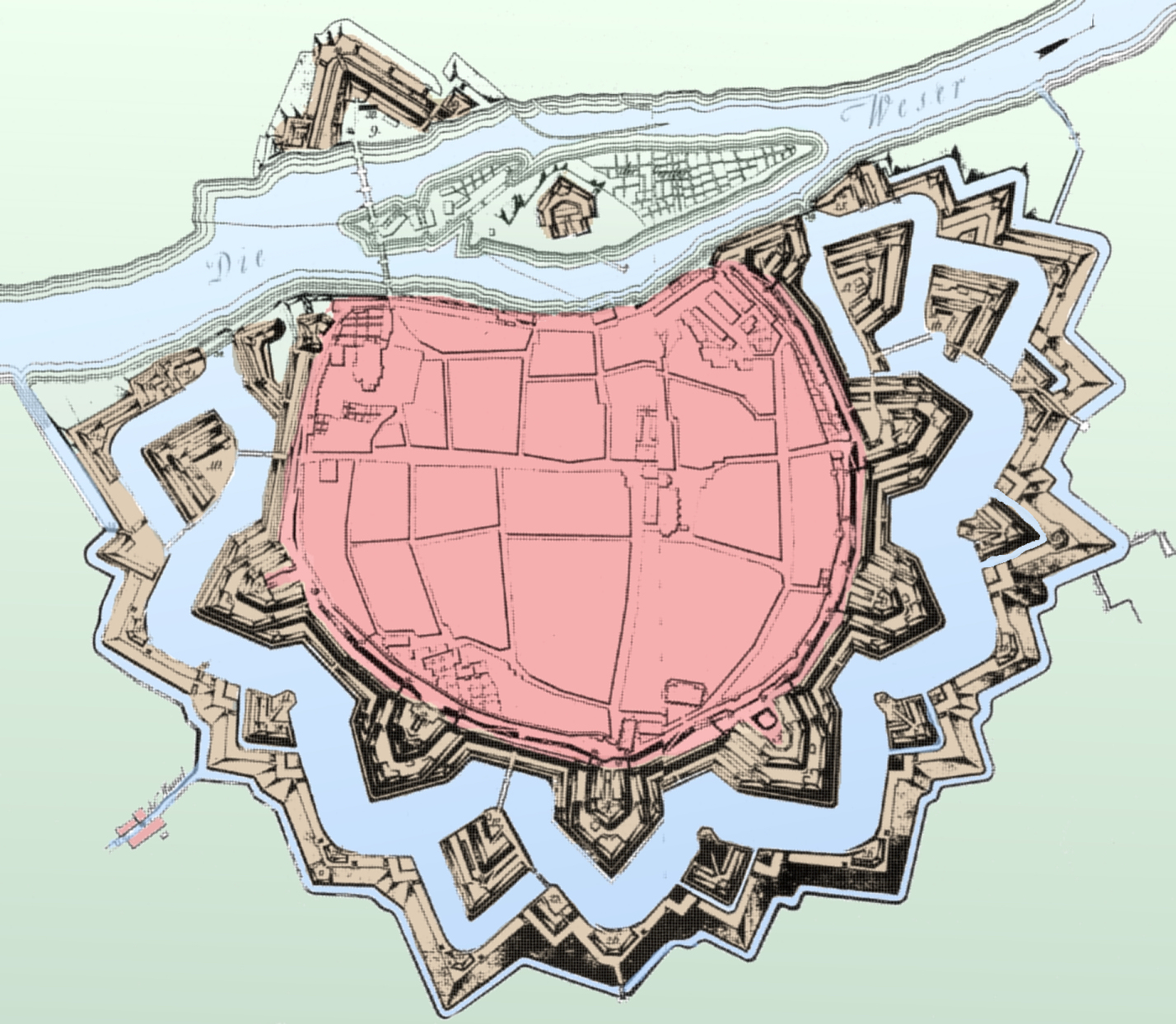
Plan der Festung Hameln von 1777 (nachträglich koloriert)

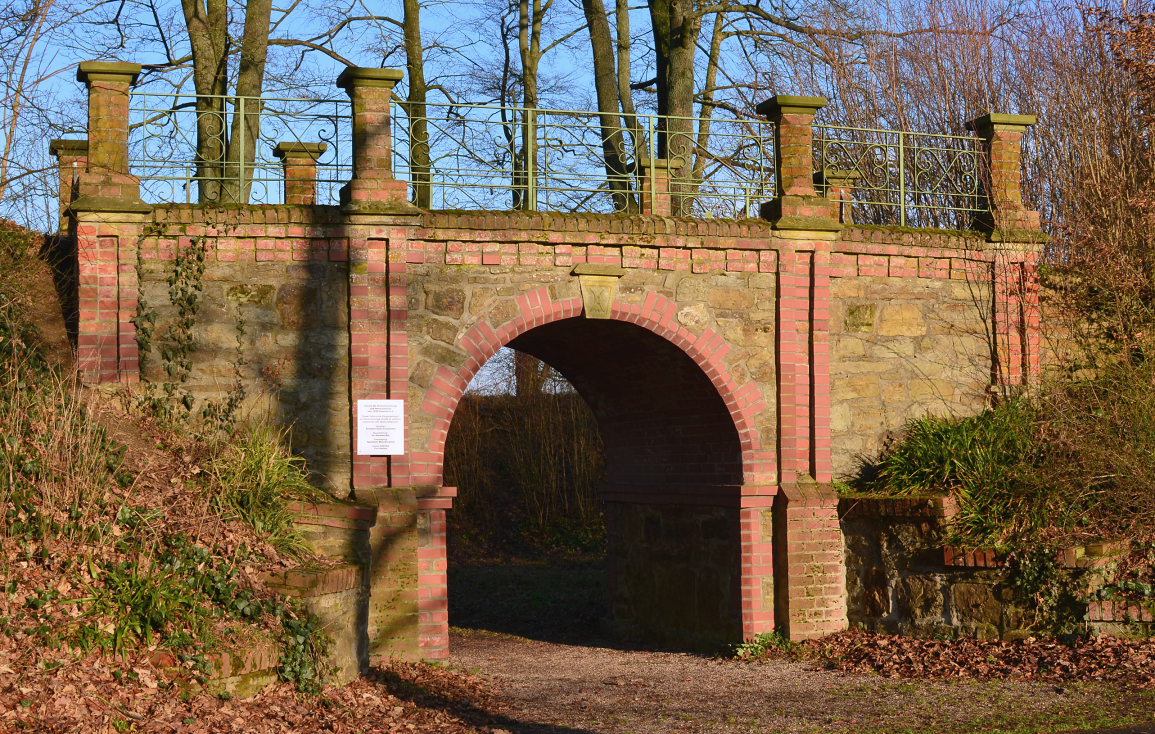
Letzter steinerner Rest der Klütfestung

Im Jahr 1664 begann der Ausbau der Stadt zur welfischen „Haupt- und Prinzipalfestung“. Der erste Bauabschnitt der Festung Hameln galt 1684 als abgeschlossen. 1664 bis 1668 wurde die Stadt mit sternförmigen Bastionen umgeben.
Im Jahr 1690 wurden durch herzogliches Privileg in Hameln Flüchtlinge (Refugiés) aus Frankreich (Hugenotten) angesiedelt.
1734 wurde auf dem Werder bei Hameln die erste in staatlicher Regie errichtete Weserschleuse in Betrieb genommen, die den Schiffern bei der Überwindung des berüchtigten „Hamelner Loches“ half.
Nach dem Tod von König Georg II. von Großbritannien-Hannover 1760 wurde noch während des Siebenjährigen Krieges (1756–1763) unter seinem Nachfolger König Georg III. die Festung Hameln durch die Befestigungsanlagen auf dem Klüt verstärkt. Das Fort I. (Fort George) wurde von 1760 bis 1763 auf dem Berg Klüt errichtet. 1774 bis 1784 wurden auf dem Klüt zwei weitere Forts angelegt: Fort II. (Fort Wilhelm) und Fort III. Damit wurde Hameln zum uneinnehmbaren Gibraltar des Nordens, der stärksten Festung des damaligen Kurfürstentums Hannover. Während der napoleonischen Zeit und unter wechselnden französischen und preußischen Besatzungen wurde 1806 am Bergfuß des Klüts Fort IV. (Fort Luise) errichtet.
Nach der Schlacht bei Jena kapitulierte Hameln am 20. November 1806 unter General Le Coq nahezu kampflos vor den zahlenmäßig unterlegenen Franzosen des Generals Savary. Die von Napoléon 1808 angeordnete Schleifung der Befestigung (bis auf zwei Stadttürme) schuf die Voraussetzung für eine weitere Ausdehnung der Stadt. Aus den Steinen des ehemaligen Fort George entstand 1843 ein zunächst Georgenturm genannter Aussichtsturm (1887 aufgestockt), der heute unter dem Namen Klütturm ein beliebtes Ausflugsziel ist.

### Kreisfreie Stadt/Kreisstadt

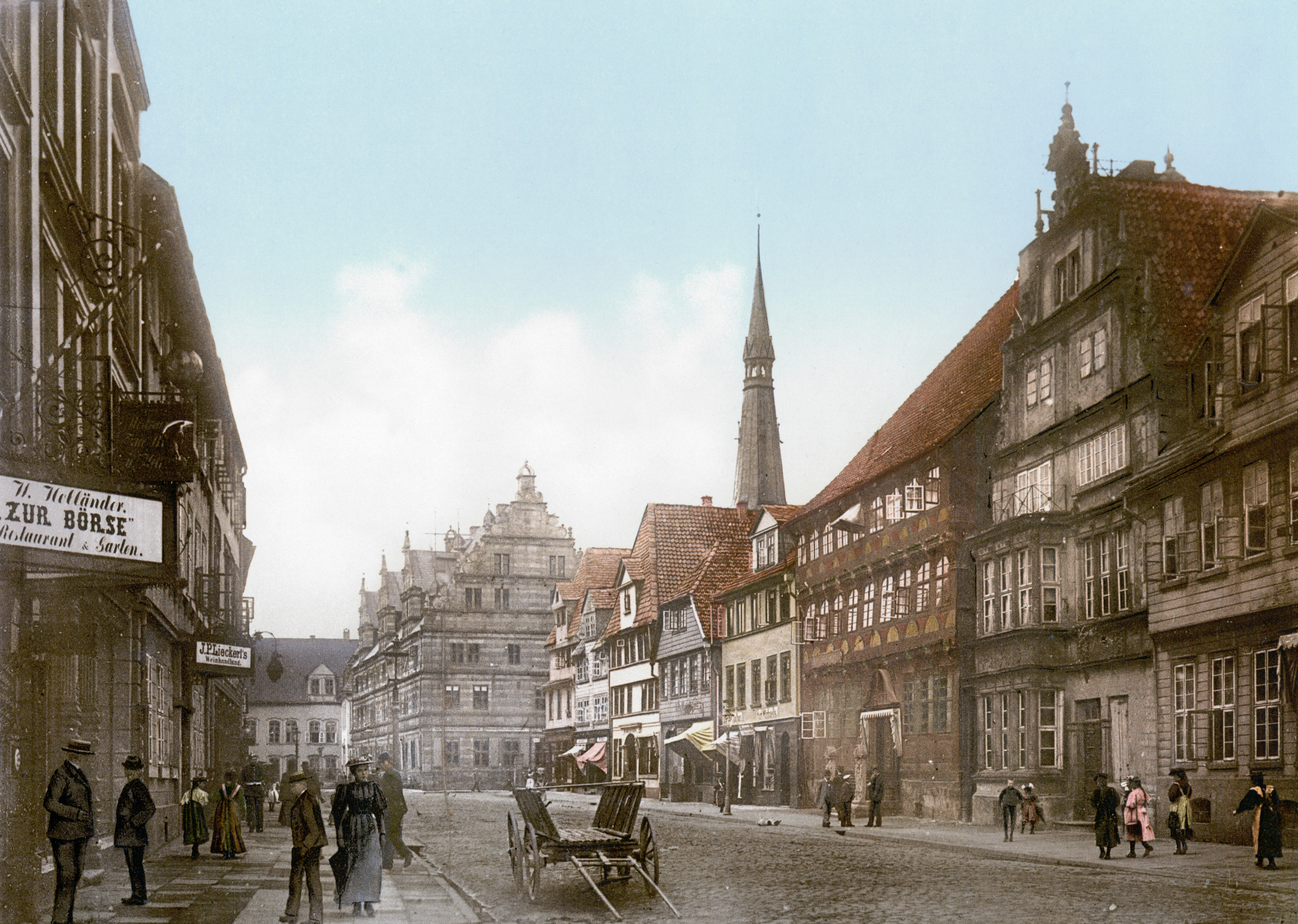
Hameln um 1900, Osterstraße

1866 wurde Hameln nach 700-jähriger Oberhoheit der Welfen preußisch. Seit 1885 ist die Stadt Sitz der Kreisverwaltung des Kreises Hameln (ab 1922 Landkreis Hameln-Pyrmont), bis sie 1923 kreisfrei wurde. Mit der Verwaltungs- und Gebietsreform in Niedersachsen 1972/1973 wurde der kreisfreie Status wieder beendet.
1872 wurde die Bahnstrecke Hannover–Altenbeken durch die Hannover-Altenbekener Eisenbahn-Gesellschaft eröffnet, 1875 kam die Bahnverbindung nach Hildesheim und Löhne (Weserbahn) hinzu. Zwischen 1889 und 1897 wurde die Strecke Hameln–Lage (Begatalbahn) mit der Weserbrücke und dem Klüttunnel gebaut.

### Erster Weltkrieg

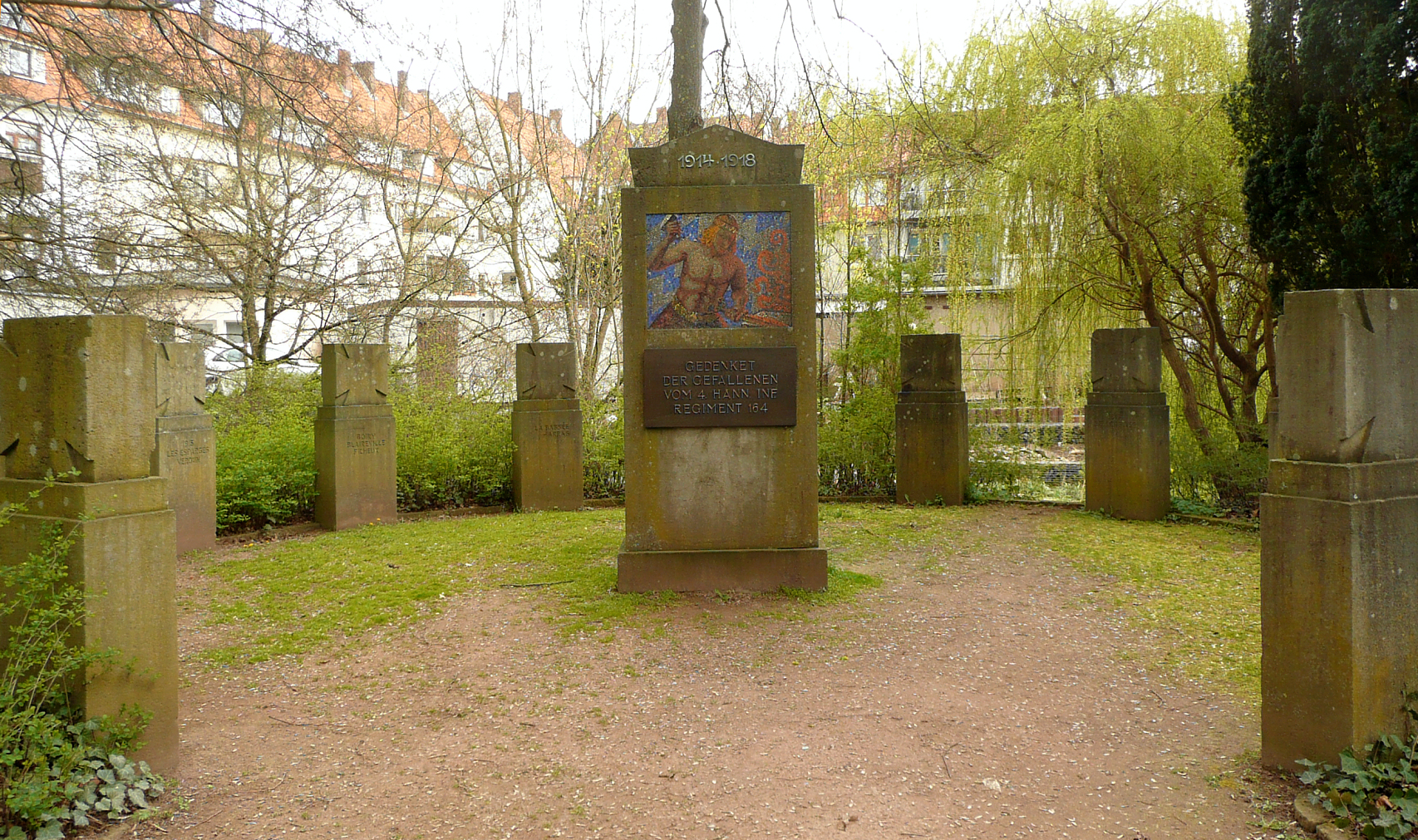
Kriegerdenkmal für die Gefallenen des Regiments Nr. 164 am „164er Ring“

Am 1. April 1897 wurde das 4. Hannoversche Infanterie-Regiment Nr. 164 mit zwei Bataillonen in Hameln aufgestellt. 1902 kamen eine Maschinen-Gewehr-Abteilung und 1913 das III. Bataillon in Holzminden hinzu. Das Regiment nahm ab August 1914 am Ersten Weltkrieg in Belgien und Frankreich teil. 2423 Soldaten des Regiments sind bis 1918 gefallen. Am 23. August 1925 wurde am 164er Ring (Straße) ein Denkmal für die Gefallenen des Regiments eingeweiht.
Bereits im August 1914 begann die Militärverwaltung auf dem Exerzierplatz der Garnison ein Lager für etwa 10.000 Kriegsgefangene zu errichten. Die dafür in den ersten drei Monaten aufgewandten Mittel in Höhe von rund 1,5 Millionen Mark kamen zu 90 Prozent Unternehmen aus dem Stadtbezirk zugute. Die zunächst für die ersten Gefangenen aus Belgien und Frankreich errichteten Erdhütten wurden durch 60 feste Baracken ersetzt, in denen bis Jahresende etwa 4.500 Gefangene und Internierte untergebracht wurden. Da ab 1915 aber die meisten Gefangenen auf Arbeitslager im gesamten Wehrbezirk verteilt wurden, verblieben in dem Lager in Hameln nur rund 1.000 Personen.
Nach Kriegsende wurden im Lager etwa 3.500 Russen interniert und nach deren Auszug 1921 noch mehrere Jahre lang Grenzlandvertriebene aus Oberschlesien und Posen untergebracht.

### Frühe Automobilindustrie

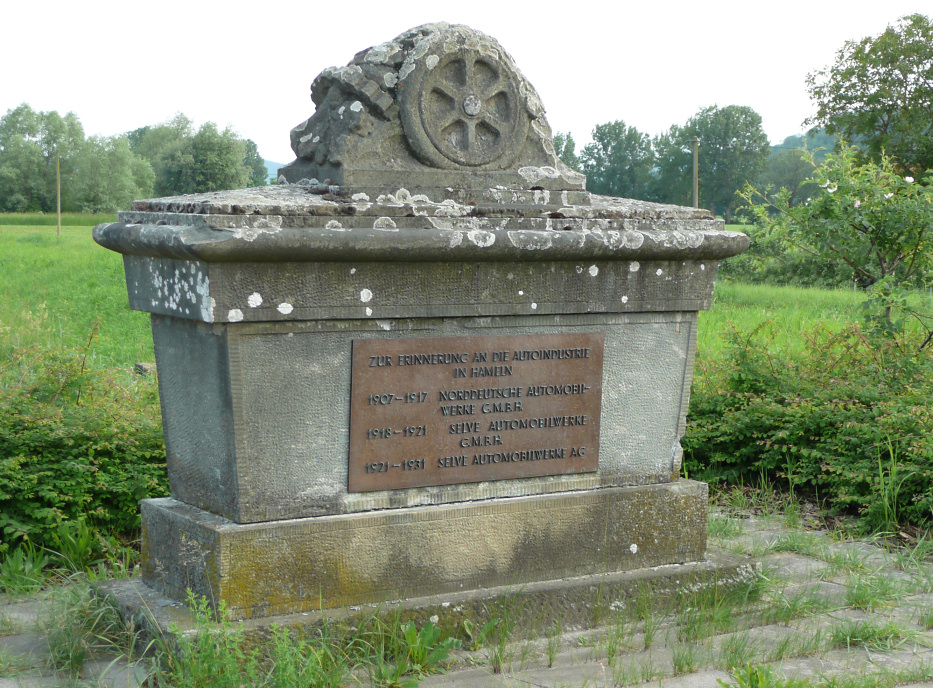
Denkmal für die Hamelner Autoindustrie in der Zeit 1907–1931

1907 wurden im Industriegebiet südlich des Bahnhofs die Norddeutschen Automobilwerke (N. A. W.) von Hans Hartmann gegründet. 1908 begann das Werk mit der Produktion des Personenkraftwagens der unteren Mittelklasse Colibri. Ab 1911 kam das Modell Sperber dazu, das in zahlreiche Länder exportiert wurde; darunter Russland, baltische und skandinavische Staaten, Österreich, Großbritannien und in Übersee nach Südafrika und Neuseeland.
Im Ersten Weltkrieg stagnierte die Produktion und es wurden nur noch Rüstungsgüter wie LKW hergestellt. 1917 übernahm die Firma Selve aus dem Sauerland die N. A. W, stellte aber 1929 die Produktion infolge der Weltwirtschaftskrise ein. Zu Beginn der nationalsozialistischen Zeit wurde das Werk reaktiviert und als Deutsche Automobilwerke AG (DAWAG) weitergeführt. Dabei entwarf der Konstrukteur Robert Mederer einen Wagen mit einem neuartigen Motor. Das Fahrzeug sollte 2300 Reichsmark kosten, was der Regierung zu hoch war. Sie vergab den Großauftrag zum Aufbau einer Automobilindustrie nach Wolfsburg, wo zur Herstellung des nur 990 Reichsmark teuren KdF-Wagens der Aufbau der Volkswagen-Werke geplant war. Das beendete die Hamelner Automobilindustrie.

### Zeit des Nationalsozialismus
In der Zeit des Nationalsozialismus fand von 1933 bis 1937 auf dem Bückeberg bei Hameln regelmäßig das Reichserntedankfest statt. Mit bis zu einer Million Teilnehmern aus ganz Deutschland war es eine der größten Massenveranstaltungen der Nationalsozialisten. Dazu reisten vorwiegend Menschen aus der Bauernschaft sowie führende Nationalsozialisten wie Hitler, Goebbels und andere Funktionsträger an.
In Hameln wurden bei dem Novemberpogrom 1938 die Synagoge
durch Männer der Hamelner SA und SS in Brand gesetzt (siehe auch: Geschichte der Juden in Hameln). Auch in dieser Stadt wurden Menschen in der Zeit des Nationalsozialismus verfolgt, wovon heute unter anderem eine Reihe von Stolpersteinen in Hameln zeugen. Aus der Stadt wurden 101 jüdische Bürger deportiert und später ermordet.

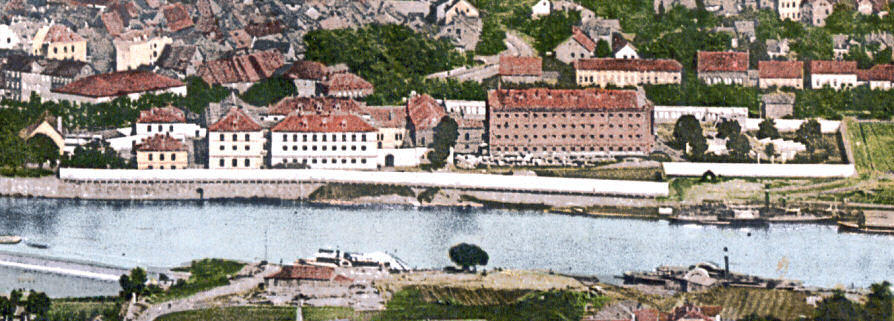
Gefängnis Hameln an der Weser um 1900

Im Gefängnis Hameln wurden ab 1933 so genannte Politische, vorwiegend Kommunisten und Sozialdemokraten interniert (aber auch Homosexuelle und Juden). Später kamen politische Gefangene aus Frankreich und Dänemark dazu. 1935 wurde die Strafanstalt in ein Zuchthaus umgewandelt. Während des Zweiten Weltkriegs gab es infolge der unmenschlichen Haftbedingungen etwa 300 Todesfälle. Zum Kriegsende im April 1945 wurde das Gefängnis teilweise geräumt und es kam zu Todesmärschen.

### Zweiter Weltkrieg, Kriegsende und Besatzung
Bei den Luftangriffen auf Hameln war die Stadt gegen Ende des Zweiten Weltkriegs am 14. März 1945 Ziel eines alliierten Bombenangriffs. Dabei wurden 177 Personen getötet, 93 verletzt und über 700 obdachlos. Der Bahnhof und Häuser in der Kreuzstraße, am Hastenbecker Weg und in der Stüvestraße wurden getroffen.
Am 5. April 1945 stand die 2. US-Panzerdivision in Groß-Berkel; bei dem Vormarsch eines Stoßtrupps nach Hameln sprengten deutsche Soldaten die Weserbrücke. Es sollen bis zu 500 Soldaten in Hameln unter dem Kampfkommandanten Generalmajor Klockenbrink zur Verteidigung bereit gestanden haben. Durch Artilleriebeschuss wurden Marktkirche, Werdermühle, Rathaus und mehrere Häuser, auch in der Osterstraße zerstört. Das 17. US-Pionierbataillon und Teile der 30. US-Infanteriedivision unter Generalmajor Leland Hobbs bereiteten den Übergang mit Sturmbooten nahe dem Ort Ohr vor, errichteten eine Pontonbrücke und setzten die Panzer in Richtung Tündern über. Eine Einheit von Fahnenjunkern aus dem Sennelager konnte die US-Truppen im Süden der Stadt stoppen und zwei Panzer abschießen. Der 1st Lieutenant Raymond O. Beaudoin der 119th Infantry, 30th Infantry Division wurde bei seinem Versuch, eine deutsche MG-Stellung auszuschalten, am 6. April tödlich getroffen und erhielt hierfür die höchste Ehrenauszeichnung Medal of Honor. Am 7. April 1945 stieß das britische 117. Regiment von Tündern aus in die Stadt vor. Die dortigen deutschen Soldaten gerieten in Kriegsgefangenschaft. Am 8. April traf der britische Stab des 123. Military Government Detachment ein, der die Übernahme der Stadt vorbereitete. Unter den sechs Offizieren des Stabs befand sich Major Lynden-Bell, der kurz darauf Stadtkommandant Hamelns wurde.
Am 7. Mai 1945, dem Tag der Unterzeichnung der Bedingungslosen Kapitulation der Wehrmacht, veröffentlichte die Deister- und Weserzeitung ein Schreiben von Major Lynden-Bell an die Hamelner Bürger, der mit diesem dazu aufrief, „wieder ein gesundes und sauberes Deutschland aufzubauen. Alle gerecht denkenden Bürger müssen sich zu diesem Zweck auf lokaler und regionaler Basis zusammenfinden, ohne irgendwelche Hilfe von draußen abzuwarten. Je früher und besser dieses getan wird, um so eher wird der Krieg als Ganzes vorüber sein und können die ersten Schritte getan werden, um Deutschland wieder an den ihm gebührenden Platz als Mitglied der Weltgemeinschaft zu setzen.“
Am 4. Juni 1945 setzte die Militärregierung Walter Harm, SPD, als Oberbürgermeister von Hameln ein. Harm war vor 1933 stellvertretender Bürgermeister und von den Nationalsozialisten entlassen worden. Ab 1. Dezember 1945 übernahm Georg Wilke das Amt des Oberstadtdirektors. Im Juni 1946 fanden die ersten Gemeindewahlen statt. Der Rat der Stadt Hameln setzte sich aus 30 Räten zusammen, davon 18 SPD, 9 Niedersächsische Landespartei (NLP), 2 CDU und 1 FDP. Oberbürgermeister Heinrich Löffler (SPD) wurde im Amt bestätigt.
In der Nachkriegszeit diente das Hamelner Gefängnis ab dem 13. Dezember 1945 der britischen Besatzungsmacht bis 1949 als Hinrichtungsstätte. 201 Personen wurden hier hingerichtet, davon 156 als Kriegsverbrecher. Von diesen waren 82 in den Hamburger Curiohaus-Prozessen verurteilt worden. Darunter waren auch die im Rahmen des Bergen-Belsen-Prozesses Verurteilten, die KZ-Aufseherinnen Irma Grese, Elisabeth Volkenrath und Johanna Bormann, der Lagerkommandant Josef Kramer, der KZ-Arzt Fritz Klein, Fritz Knöchlein und Bernhard Siebken. Weitere Hingerichtete waren KZ-Ärzte, KZ-Kapos, SS-Aufseherinnen und Kommandeure von SS-Einheiten (2. SS-Totenkopfregiment, SS-Division Totenkopf), wie Walter Sonntag. Die letzte Hinrichtung erfolgte am 6. Dezember 1949 an einer Displaced Person wegen Schusswaffengebrauchs mit Todesfolge.
Die Leichen wurden zunächst auf dem Zuchthausgelände, ab Mitte 1947 auf dem Friedhof Am Wehl, Gräberfeld C III anonym bestattet. Alle Leichen vom Zuchthausgelände wurden umgebettet. Für Rechtsradikale wurde der Friedhof zu einem Wallfahrtsort, an dem zum Beispiel im November 1985 die Freiheitliche Deutsche Arbeiterpartei eine Gedenkstunde abhielt und 2015 Mitglieder der Neonazi-Frauengruppe Düütsche Deerns Zweige, Kerzen und Steine mit den Namen von Hingerichteten niederlegten. Die Auflösung des Gräberfeldes wurde 1974 durch eine NPD-gestützte Bürgerinitiative verhindert. Die Einebnung erfolgte 1986 infolge von tätlichen Auseinandersetzungen auf dem Friedhof. Das benachbarte Gräberfeld C I mit NS-Opfern, die vor Kriegsende im Zuchthaus starben, wurde 1976 eingeebnet.
1947 waren in Hameln 120 Häuser und 1014 Zimmer von der britischen Besatzungsmacht belegt.

### Hameln ab 1948

Osterstraße in Hameln, 1960

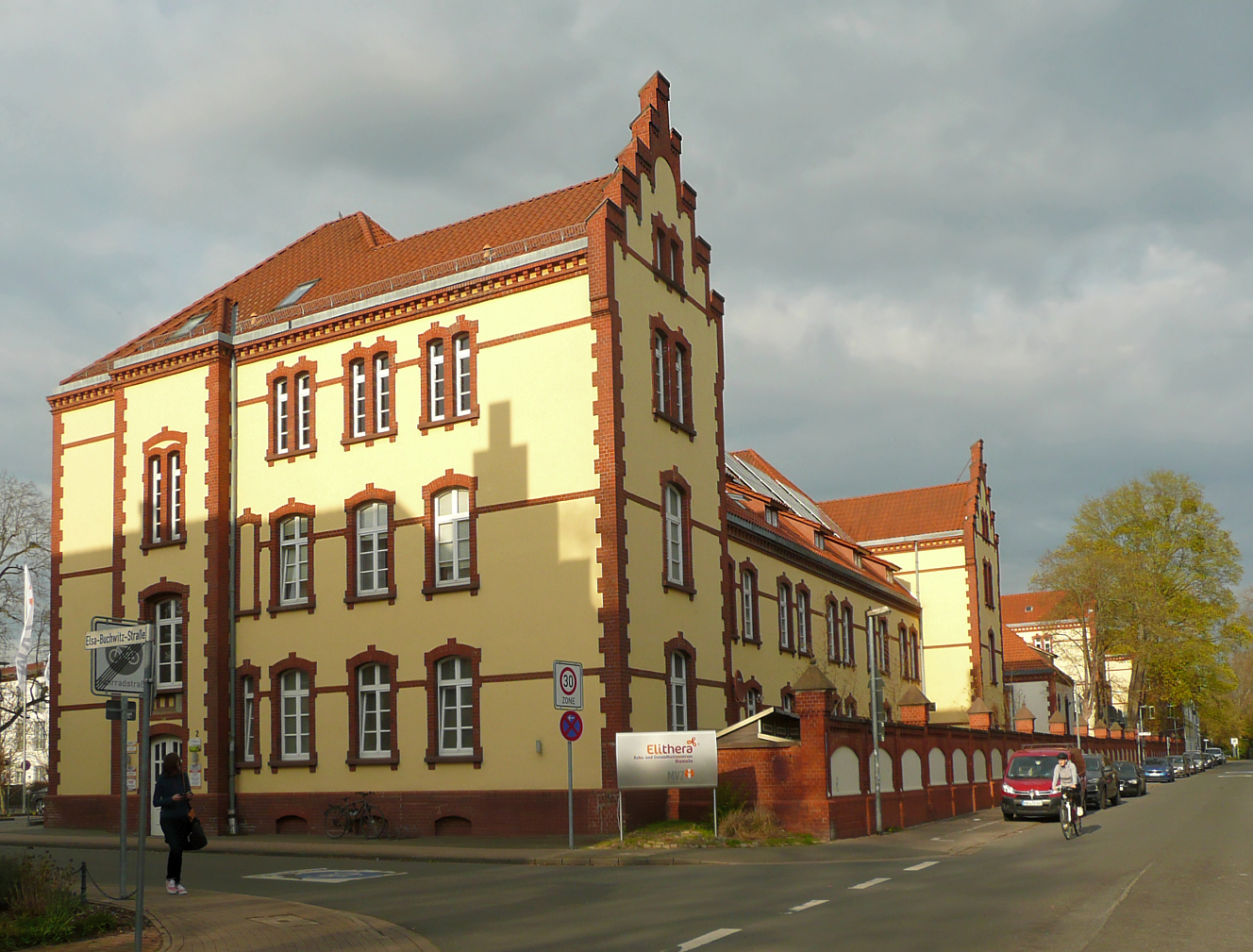
Gebäude der früheren Scharnhorstkaserne

Da die Stadt von kriegerischer Zerstörung bis auf wenige Ausnahmen größtenteils verschont geblieben war, siedelten sich ab Ende der 1940er Jahre größere Betriebe, die ihren ehemaligen Standort verloren hatten, in Hameln an (z. B. 1947 BHW auf dem Gelände der DOMAG). Auch die Bevölkerungszahl wuchs aufgrund der Aufnahme von Flüchtlingen bis zum Jahr 1950 auf über 51.000 Personen an, wobei die meisten Heimatvertriebenen aus Schlesien stammten. Dem kulturellen Aufschwung wurde mit der Eröffnung des Theaters im Jahre 1953 Rechnung getragen.
Ab Ende der 1960er Jahre wurde der Verfall der Fachwerkhäuser in der Altstadt gestoppt. Mit der Altstadtsanierung wurde das Stadtbild erheblich verändert. Es wurden in der Innenstadt Fußgängerzonen eingerichtet und eine zweite Weserbrücke errichtet.
In Hameln waren während des Kalten Krieges Einheiten der britischen Rheinarmee stationiert. Seit 1971 lag das 28. britische Pionierregiment mit 846 Soldaten und 500 Zivilangestellten in der 1938 erbauten Linsingenkaserne. Es lebten zirka 1400 Familienangehörige in der Stadt. Bis 2001 waren britische Einheiten auch in der 1898 erbauten Scharnhorstkaserne stationiert. Im Zuge der Konvertierung von Militäranlagen entstand dort ein Wohngebiet, teilweise in den denkmal- und ensemblegeschützten ehemaligen Militärbauten.
Am 1. Januar 1973 wurde Hameln im Zuge der Gebietsreform in den Landkreis Hameln-Pyrmont eingegliedert. Bis zur Auflösung der Regierungsbezirke in Niedersachsen am 31. Dezember 2004 gehörte Hameln dem Regierungsbezirk Hannover an.

### Eingemeindungen
Rohrsen gehört bereits seit 1923 zu Hameln. Am 1. Januar 1973 wurden die zwölf Umlandgemeinden Afferde, Groß Hilligsfeld, Halvestorf, Hastenbeck, Haverbeck, Holtensen, Klein Berkel, Klein Hilligsfeld, Tündern, Unsen, Wehrbergen und Welliehausen eingegliedert.

### Einwohnerentwicklung

Einwohnerentwicklung von Hameln von 1689 bis 2016 nach jeweiligen Gebietsstand. Die blaue obere Kurve gibt das heutige Stadtgebiet an – die rote Kurve das frühere.

Stadt Hameln in den damaligen Grenzen
- 1689: 02.397
- 1825: 05.326
- 1905: 21.385
- 1939: 29.978
- 1950: 48.122
- 1961: 50.443[18]
- 1968: 48.787
- 1970: 47.414[18]

Stadt Hameln in den heutigen Grenzen
- 1961: 61.733[18]
- 1970: 63.010[18]
- 1973: 62.464
- 1974: 61.722
- 1975: 61.066
- 1976: 60.328
- 1977: 60.042
- 1978: 59.671
- 1979: 59.005
- 1980: 58.390
- 1981: 57.960
- 1982: 57.271
- 1983: 56.582
- 1984: 55.992
- 1985: 55.580
- 1986: 55.390
- 1987: 58.030
- 1988: 57.642 *
- 1989: 57.945
- 1990: 58.539
- 1991: 58.906
- 1992: 59.294
- 1993: 59.209
- 1994: 58.923
- 1995: 58.781
- 1996: 58.762
- 1997: 58.973
- 1998: 58.762
- 1999: 58.544
- 2000: 58.807
- 2001: 59.052
- 2002: 59.156
- 2003: 58.902
- 2004: 58.676
- 2005: 58.739
- 2006: 58.517
- 2007: 58.563
- 2008: 58.267
- 2009: 57.906[19][20]
- 2010: 57.771[21]
- 2011: 57.342
- 2011: 56.756 (Zensus)[22]
- 2012: 56.281[23]
- 2013: 56.260[24]
- 2014: 56.310[25]
- 2015: 56.529[26]
- 2016: 56.747
- 2017: 57.228
- 2018: 57.510
- 2019: 57.434

*(ab 1998 jeweils zum 31. Dezember)
Der Ausländeranteil lag zum 31. Dezember 2015 bei 11,4 % (2014: 10,1 %).

## Religion

Kirche St. Nicolai und das Hochzeitshaus

### Konfessionsstatistik
Gemäß der Volkszählung 2011 waren 49,1 % der Einwohner evangelisch-lutherisch, 12,5 % römisch-katholisch und 38,4 % hatten entweder eine andere oder gar keine Religionszugehörigkeit. Der Anteil der Protestanten und Katholiken an der Gesamtbevölkerung ist seitdem gesunken. Ende 2023 hatte Hameln 59.622 Einwohner, davon waren 33,5 % evangelisch-lutherisch, 9,5 % römisch-katholisch und 57,0 % hatten entweder eine andere oder gar keine Religionszugehörigkeit.

### Christentum
Hameln ist eine durch die Reformation geprägte Stadt.
Christliche Gemeinden in der ACK:
- Evangelisch-lutherische Marktkirchengemeinde St. Nicolai
- Evangelisch-lutherische Martin-Luther-Gemeinde
- Evangelisch-lutherisches Hamelner Münster St. Bonifatius
- Evangelisch-lutherische Paul-Gerhardt-Gemeinde
- Evangelisch-reformierte Kirche Hameln-Bad Pyrmont
- Landeskirchliche Gemeinschaft e. V.
- Evangelisch-Freikirchliche Gemeinde (Baptisten)
- Adventgemeinde
- Pfingstgemeinde
- Katholische Kirchengemeinde St. Augustinus
- Katholische Kirchengemeinde St. Elisabeth

Weitere Christliche Gemeinschaften:
- Neuapostolische Kirche

### Andere Religionen
- Internationale Schule des Goldenen Rosenkreuzes e. V.
- Islamische Gemeinde Hameln e. V. (Fatih Moschee)
- Jesiden
- Jüdische Gemeinde Hameln (Reformgemeinde mit eigener Synagoge)
- Jüdische Kultusgemeinde im Landkreis Hameln-Pyrmont
- Zeugen Jehovas

## Politik

### Rat der Stadt
Der Rat der Stadt Hameln besteht aus 42 Mitgliedern. Dies ist die festgelegte Anzahl für eine Stadt mit einer Einwohnerzahl zwischen 50.001 und 75.000 Einwohnern. Die 42 Ratsmitglieder werden durch eine Kommunalwahl für jeweils fünf Jahre gewählt. Die aktuelle Amtszeit begann am 1. November 2021 und endet am 31. Oktober 2025.
Stimmberechtigt im Rat ist außerdem der hauptamtliche Bürgermeister Claudio Griese (CDU).

#### Kommunalwahl 2021
Die Kommunalwahl am 12. September 2021 führte zu folgendem Ergebnis:
- SPD: 14 Sitze
- CDU: 12 Sitze
- GRÜNE: 8 Sitze
- FDP: 3 Sitze
- LINKE: 2 Sitze
- AfD: 1 Sitz
- Die Unabhängigen: 1 Sitz
- Frischer Wind: 1 Sitz

#### AfD-Klage 2016
Der Kreisverband der Alternative für Deutschland klagte gegen eine Entscheidung des Hamelner Wahlausschusses, der die AfD von einer Wahl im Bezirk 5 ausschloss, vor dem Verwaltungsgericht Hannover. Da die AfD vorher nicht im Kommunalparlament vertreten war, musste sie mindestens 30 Unterstützerunterschriften vorbringen, um bei der Wahl teilnehmen zu können. Insgesamt wurden 37 Unterschriften fristgerecht vorgelegt, von denen sieben bereits vor und weitere drei nach Ablauf der Frist als offensichtliche Fälschungen für unzulässig erklärt wurden.
Die Klage ging davon aus, dass die 30 zunächst anerkannten Unterschriften rechtens seien, und berief sich auf einen Vertrauenstatbestand. Sie argumentierte, dass der zuständige Wahlleiter vor Ablauf der Frist hätte erkennen müssen, dass es sich um Fälschungen handele, sodass die AfD weitere Unterschriften hätte einreichen können. Das Verwaltungsgericht Hannover wies die Klage am 21. Juni 2017 als unbegründet zurück. Das Urteil wurde rechtskräftig.
- Linke: 1
- SPD: 15
- Grüne: 9
- FDP: 3
- CDU: 12
- AfD: 1
- DU: 1
- Frischer Wind: 1

#### Aktuelle Gruppen und Fraktionen
(Stand: Juni 2022)
| Parteien         | Gruppe oder Fraktion | Anzahl der Mitglieder | Bemerkungen |
| ---------------- | -------------------- | --------------------- | ----------- |
| SPD              | Fraktion             | 15                    |             |
| CDU              | Fraktion             | 12                    | + OB Griese |
| Grüne            | Fraktion             | 9                     |             |
| FDP              | Fraktion             | 3                     |             |
| Frischer Wind-DU | Fraktion             | 2                     |             |
| Die Linke        | Einzelperson         | 1                     |             |
| AfD              | Einzelperson         | 1                     |             |

### Oberbürgermeister
Hauptamtlicher Oberbürgermeister der Stadt Hameln ist Claudio Griese (CDU). Bei der letzten Oberbürgermeisterwahl am 12. September 2021 bekam er im ersten Wahlgang mit 51,6 Prozent die absolute Mehrheit und wurde damit wiedergewählt. Die Wahlbeteiligung lag bei 47,2 Prozent. Grieses Gegenkandidaten kamen auf 19,8 Prozent (Robert Wycislo, SPD), 13,5 Prozent (Sven Kornfeld, Grüne), 6,1 Prozent (Anke Blume, FDP), 3,2 Prozent (Tobias Matter-Prager, WG Frischer Wind) und 5,8 Prozent (Julia Maulhardt, parteilos).
Ehrenamtliche Oberbürgermeister (Zweigleisigkeit, Wahl durch Stadtrat):
- 7. April 1945 bis 1. Juni 1945: Wilhelm Grote
- 1. Juni 1945 bis 1. Juni 1946: Walter Harm, SPD
- 7. Juni 1946 bis 28. Oktober 1949: Heinrich Löffler, SPD
- 28. Oktober 1949 bis 29. Oktober 1951: Karl Schütze, NLP
- 29. Oktober 1951 bis 2. Dezember 1952: Heinrich Löffler, SPD
- 2. Dezember 1952 bis 4. Dezember 1953: Karl Schütze, DP
- 4. Dezember 1953 bis 3. Dezember 1958: Heinrich Janssen, DP
- 3. Dezember 1958 bis 2. März 1959: Robert Denzler, SPD
- 24. März 1959 bis 13. April 1961: Helmut Greulich, SPD
- 13. April 1961 bis 26. Oktober 1966: Friedrich „Fritz“ Sander, CDU
- 26. Oktober 1966 bis 24. April 1973: Friedel Leunig, SPD
- 24. April 1973 bis 19. November 1991: Walter-Dieter Kock, CDU
- 19. November 1991 bis 28. Februar 1999: Christa Bruns, SPD

Hauptamtliche Oberbürgermeister (Direktwahl seit 1999)
- 1. März 1999 bis 31. Oktober 2006: Klaus Arnecke, parteilos (nominiert durch CDU)
- 1. November 2006 bis 31. Oktober 2014: Susanne Lippmann, parteilos (nominiert durch SPD)
- ab 1. November 2014: Claudio Griese, CDU

### Oberstadtdirektoren (1945–1998)
- 1. Dezember 1945 bis 31. Dezember 1964: Georg Wilke
- 1. Januar 1965 bis 9. September 1968: Louis Storck
- 16. November 1968 bis 31. Oktober 1980: Adolf Guder
- 16. November 1980 bis 15. November 1992: Eduard von Reden-Lütcken
- 16. November 1992 bis 1. November 1998: Werner Lichtenberg

### Wappen

Hissflagge der Stadt Hameln

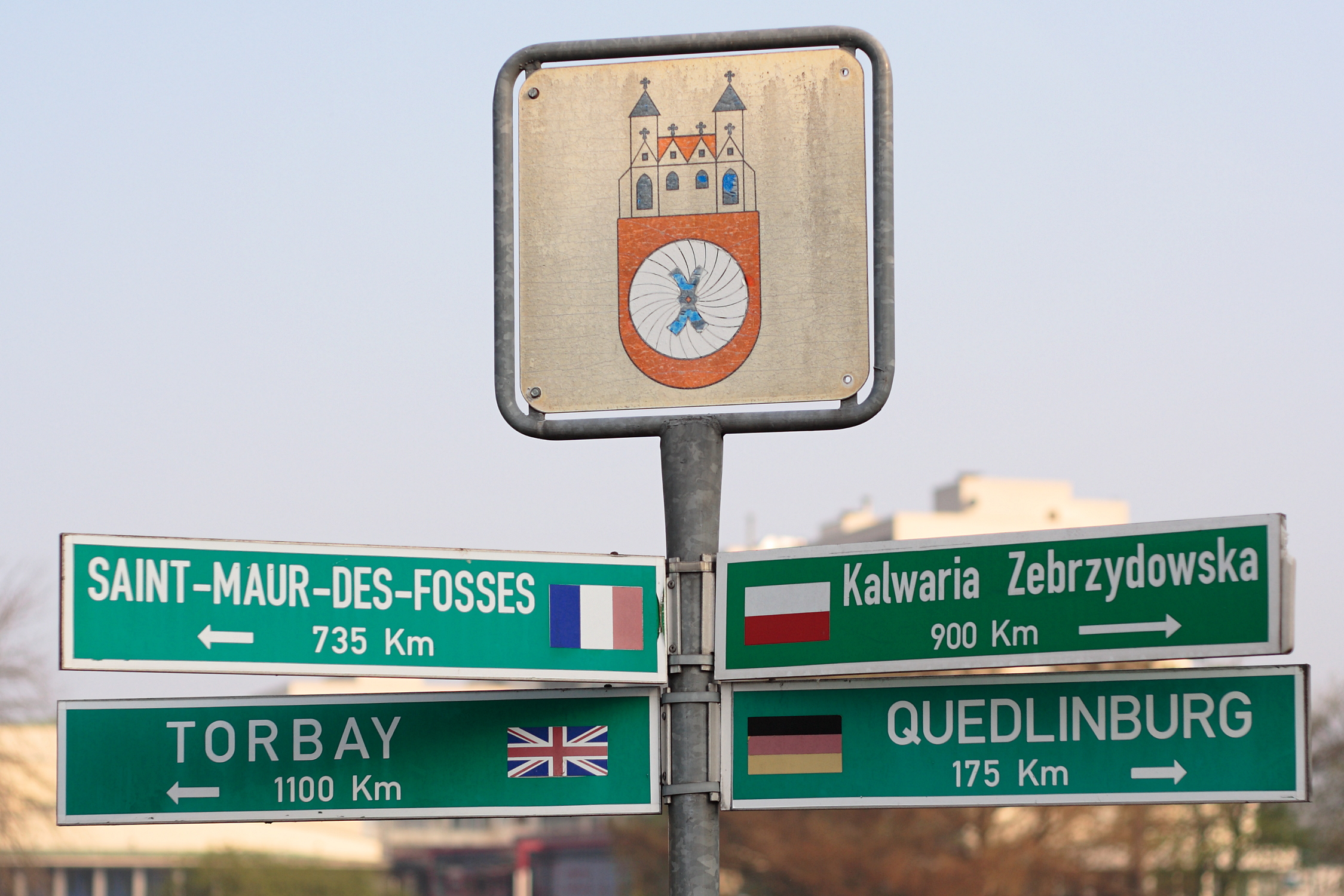
Wegweiser mit den Partnerstädten Hamelns, darüber das Stadtwappen

| Wappen von Hameln | Blasonierung: „In Rot ein bogenförmig geschärfter silberner Mühlstein, darauf ein aufrecht gestelltes blaues Mühleisen. Der Schild ist gekrönt von der stilisiert dargestellten Münsterkirche St. Bonifatius, doppeltürmig, mit vier Querdachgiebeln, blauen Fenstern, Turmdächern und Kreuzblumen und rotem Mitteldach.“ |
| Wappen von Hameln | Wappenbegründung: Der Mühlstein spielt darauf an, dass die Stadt für ihren Handel mit Mühlsteinen und als Sitz einer besonderen Art von Gerichten, die sich mit Mühlenrechten befassten, bekannt war. Die Existenz des Wappens ist seit 1531 belegt, abgebildet auf einem Stein des neuen Stadttors. Der Stein taucht bereits im ältesten Siegel der Stadt aus dem Jahr 1235 auf. Die großen Wappen sind seit dem 17. Jahrhundert bekannt. 1939 wurde ein Vorschlag gemacht, der auf Helm und Anhänger verzichtete und der Kirche ein stilisiertes Aussehen gab. In der Form des Prachtstücks zeigt das Stadtwappen die mit der Wappenfigur belegte und mit unterschiedlichen Turmhelmen ausgestattete Münsterkirche als Helmzier sowie zwei Löwen als Schildhalter. |

### Städtepartnerschaften
- Quedlinburg (Deutschland) (seit 1990)
- Torbay (Vereinigtes Königreich) (seit 1973)
- Saint-Maur-des-Fossés (Frankreich) (seit 1968)
- Kalwaria Zebrzydowska (Polen) (seit 2001)[38]

## Kultur und Sehenswürdigkeiten

### Theater und Museen

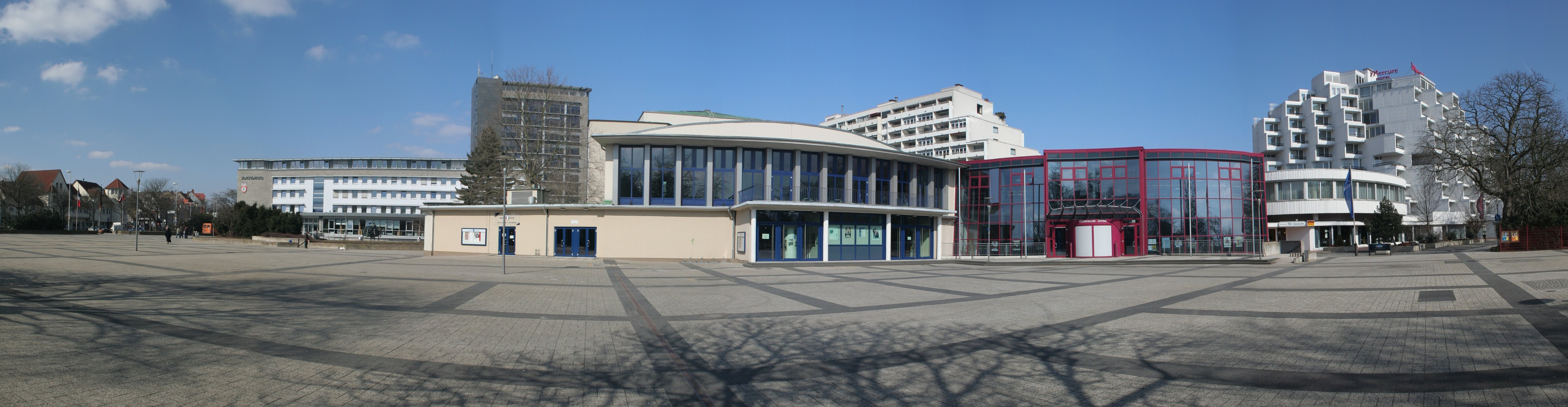
Rathausplatz in Hameln mit dem Theater

Das 1951/52 erbaute und am 2. Januar 1953 eröffnete Theater Hameln (ehemals Weserbergland-Festhalle) bietet 658 Besuchern Platz. Der Spielplan besteht jährlich aus über 150 Theatervorführungen, Konzerten, Musicals, Opern, Komödien bis hin zur Kleinkunst und dem Kinder- und Jugendtheater.
Das Museum Hameln in den historischen Gebäuden Leisthaus und Stiftsherrenhaus präsentiert die Geschichte und Kultur der Stadt Hameln und des Weserberglands. Ein Schwerpunkt liegt auf der Rattenfängersage, die zusätzlich in einem im Museum installierten Rattenfängertheater durch mechanische Figuren und Ton- und Lichteffekte dargestellt wird.
Das Museum der Hamelner Automobilgeschichte zeigt Fahrzeuge, die in Hameln hergestellt wurden.

### Bauwerke
Hameln bietet an den Hauptstraßen ein nahezu geschlossenes historisches Stadtbild mit einer großen Zahl prachtvoller Fachwerk- und Steinhäuser, viele davon aus der Renaissance. Repräsentativer Mittelpunkt der Altstadt sind die Osterstraße und der Pferdemarkt.

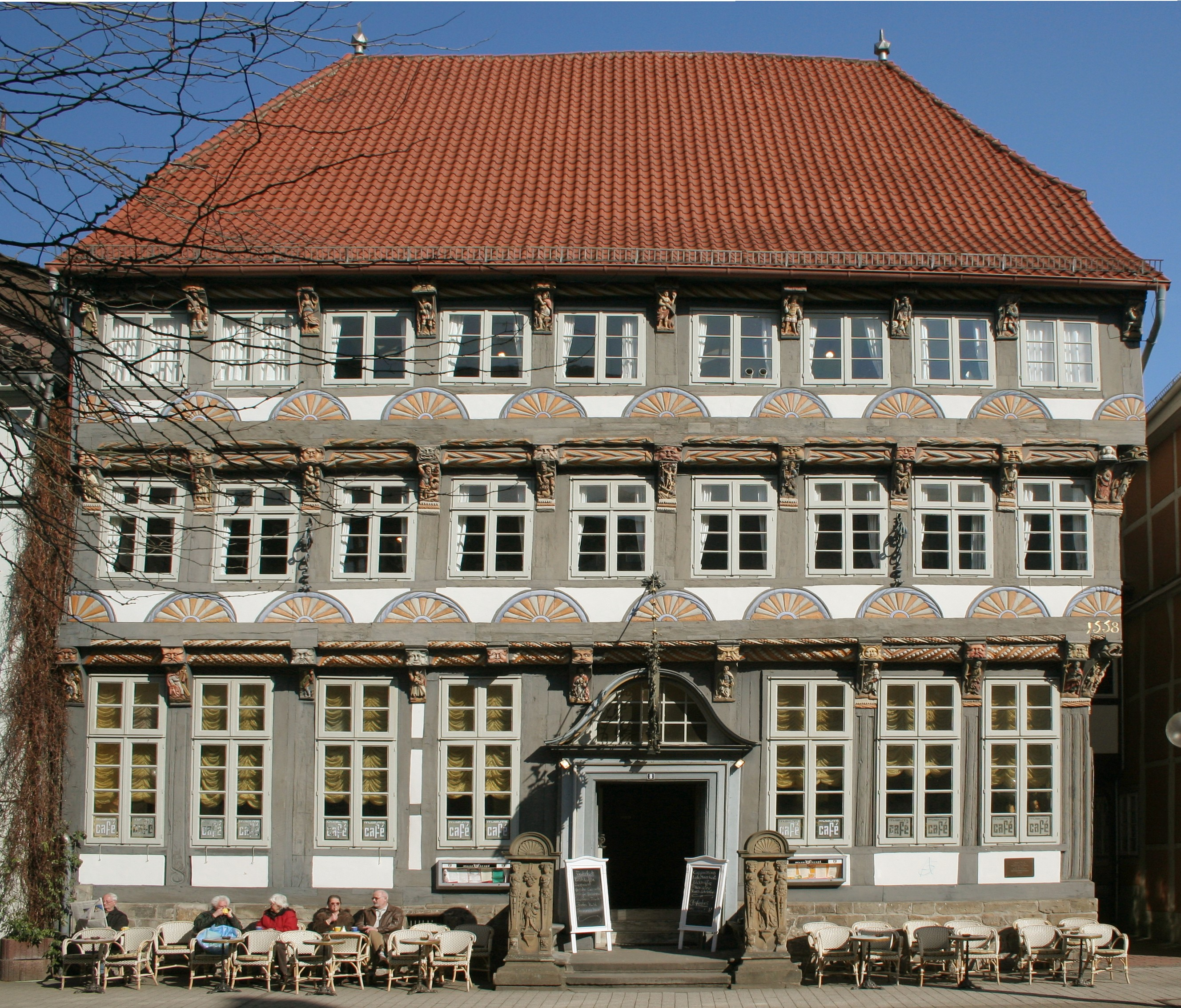
Stiftsherrenhaus (1558)
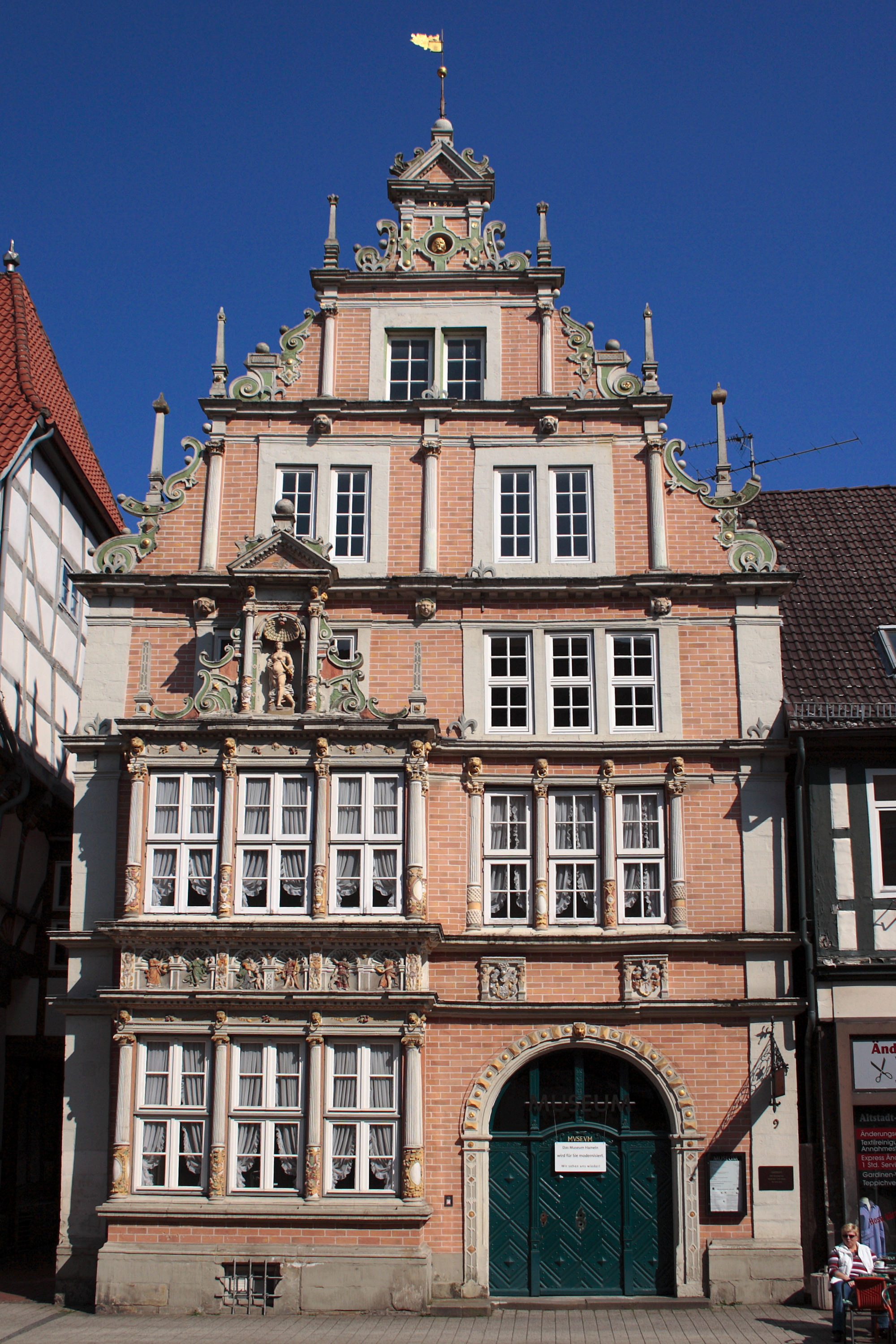
Leist-Haus (1585–1589)
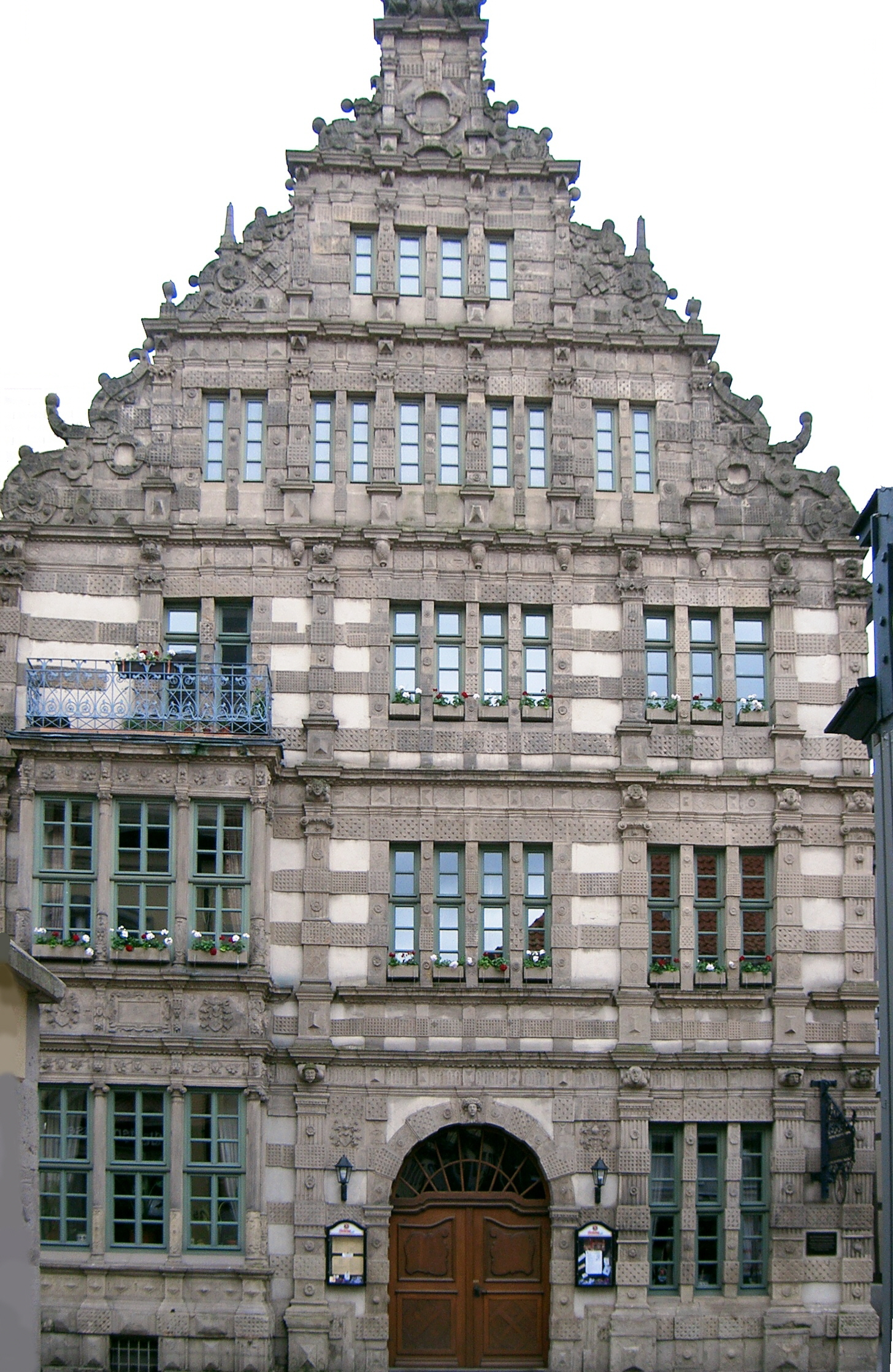
Rattenfängerhaus (1603)
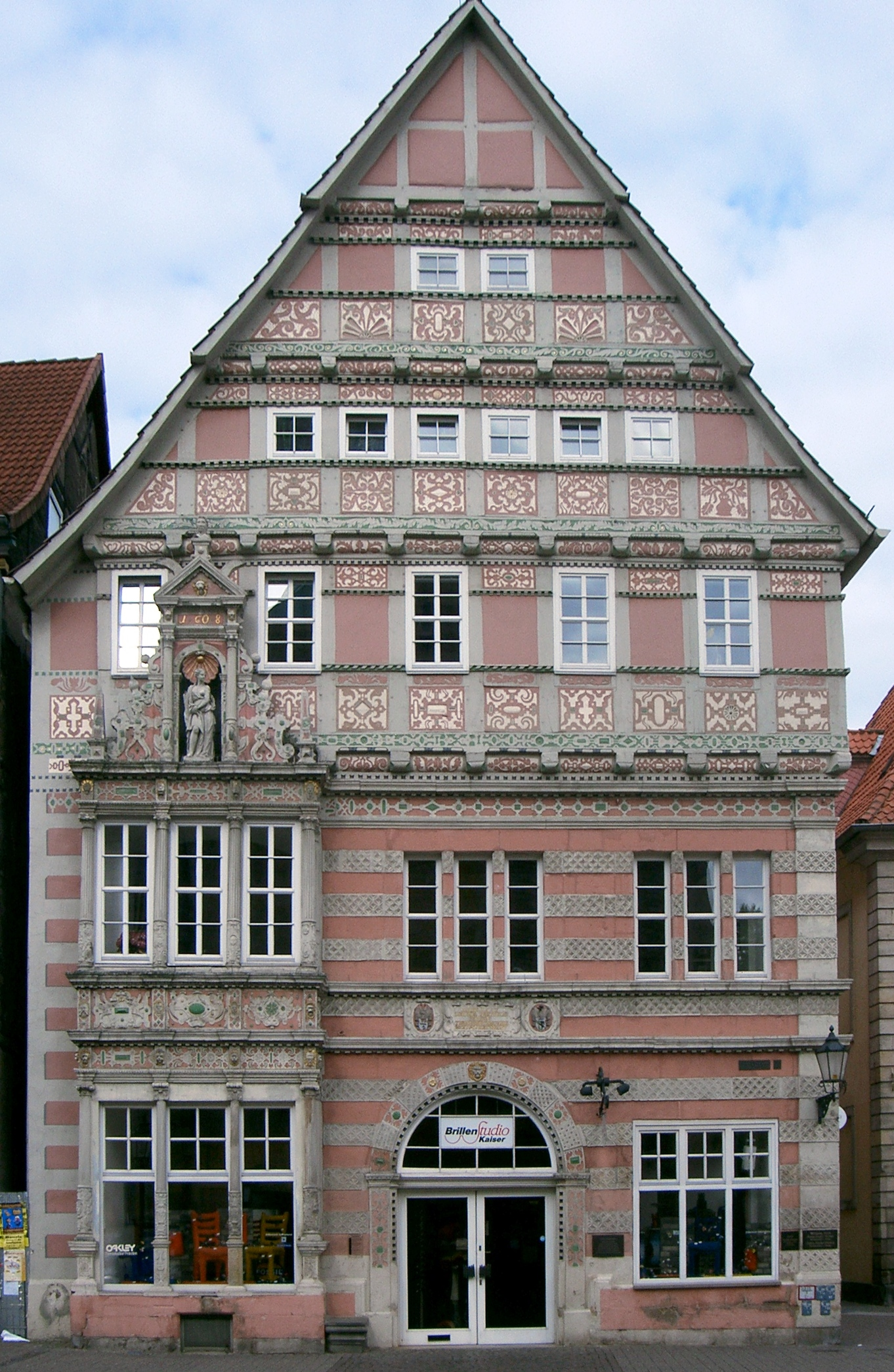
Dempterhaus (1607–1608)
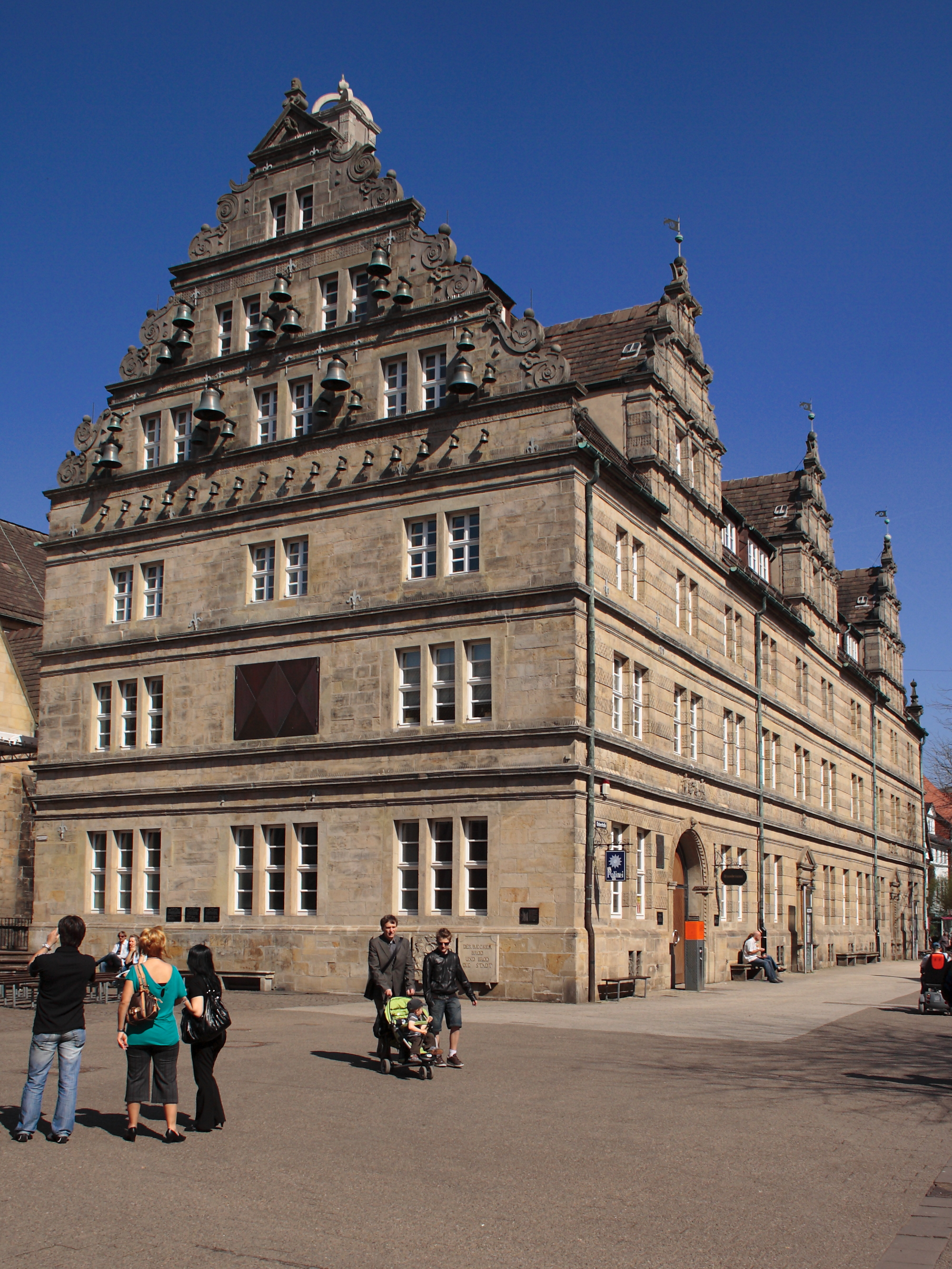
Hochzeitshaus (1610–1617)
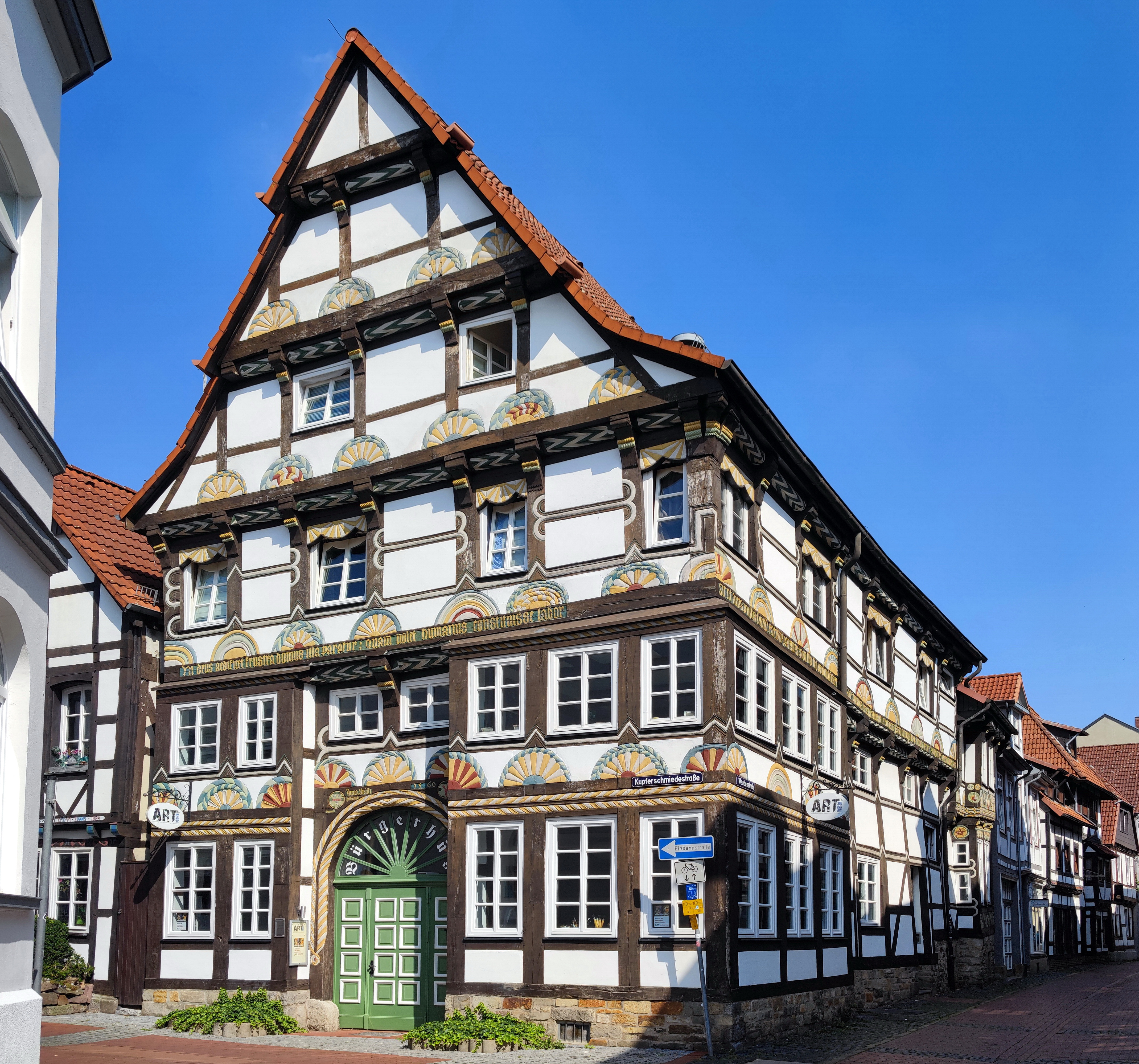
Bürgerhus (1560)

Besonders zu erwähnen sind:

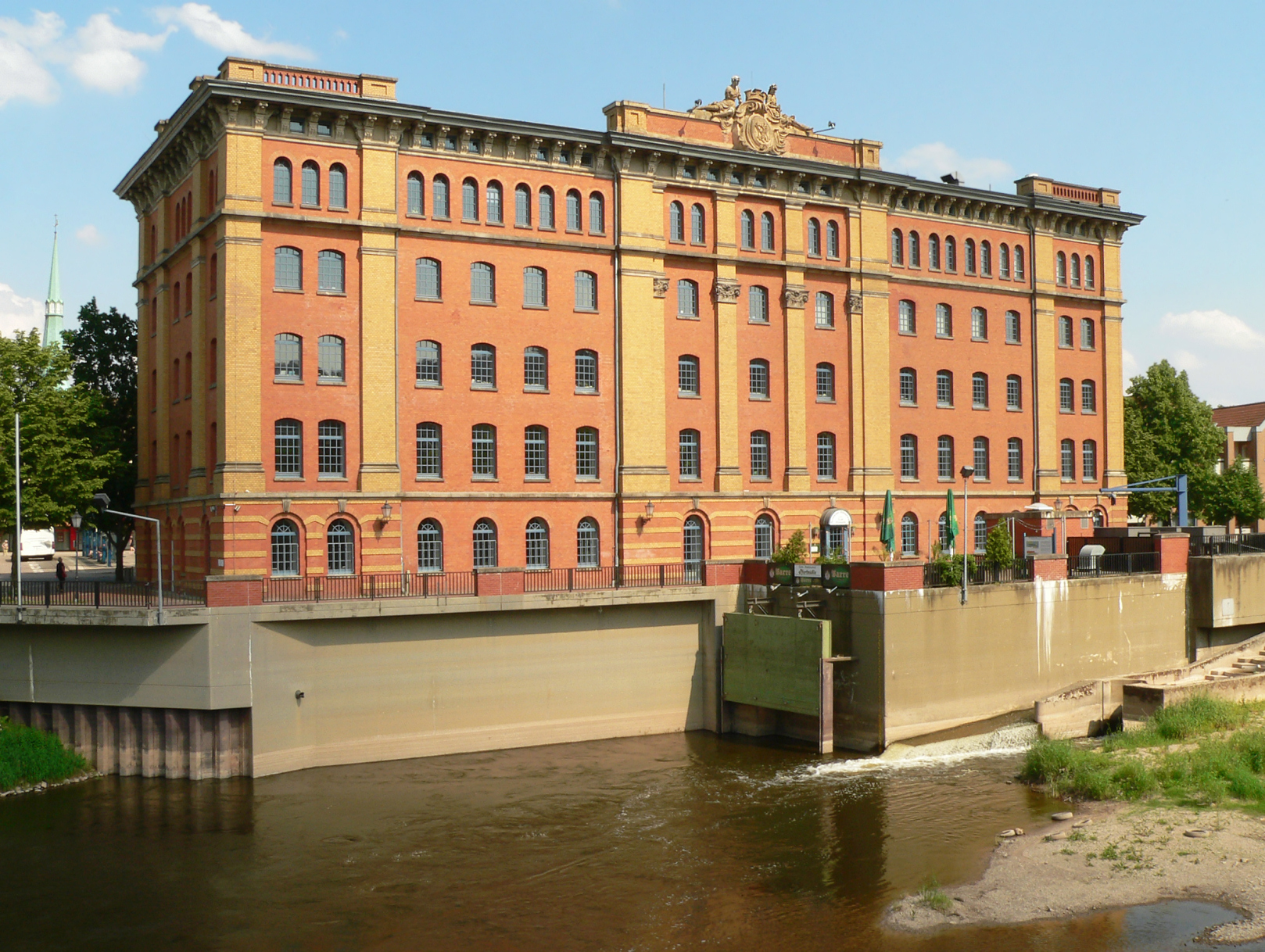
Die frühere Pfortmühle als letzte Wesermühle

Hefehof

Stillgelegte Eisenbahnbrücke über die Weser

- Stiftsherrenhaus von 1558, an den Fachwerkkonsolen reicher Figurenschmuck. Eines der wenigen Häuser, die nicht den Giebel zur Straße zeigen, sondern traufseitig stehen.
- Leisthaus von 1585–1589, in feinsten Renaissanceformen, Relieffries der sieben Tugenden und Lukretia im Erkergiebel, heute Museum Hameln.
- Rattenfängerhaus mit reich verziertem Renaissancegiebel von 1603, gut gegliederte Fassade mit Erker.
- Dempter-Haus, 1607–1608 vom späteren Bürgermeister Tobias von Dempter (eigentlich: van Deventer) erbaut; die unteren beiden Etagen in Stein mit Utlucht, darüber Fachwerk mit einer Überfülle von Renaissanceschmuck.
- Hochzeitshaus, monumentales Fest- und Feierhaus der Stadt, im Stil der Weserrenaissance 1610–1617 erbaut; Rattenfänger-Kunst und Glockenspiel – spielt fünfmal am Tag mit Figurenumlauf um 13:05, 15:35 und 17:35 Uhr; Rattenfänger- und Weserlied vormittags.
- Zwei erhaltene Mauertürme der Stadtbefestigung Hameln (Haspelmathturm und Pulverturm) mit einem rekonstruierten Stadtmauerstück.
- Garnisonskirche Hameln, ein schlichter Barockbau von 1713 mit Stift zum Heiligen Geist (heute: Sparkasse).
- Münsterkirche St. Bonifatius (evangelisch), dreischiffige gotische Hallenkirche mit achteckigem Vierungsturm und romanischer Krypta, 1870–1875 nach zweckfremder Benutzung restauriert.
- Marktkirche St. Nicolai (evangelisch), vor 1200 erbaut, 1945 zerstört, 1957–1959 wiederaufgebaut, romanische und gotische Teile wiederverwendet, modern ausgestattet.
- Die letzte Wesermühle, die Pfortmühle, eine ehemalige Wassermühle im Stil des Deutschen Kaiserreiches, heute befinden sich darin u. a. die Stadtbücherei und ein Café.
- Auf dem jüdischen Friedhof an der Scharnhorststraße befinden sich 173 Grabsteine für jüdische Verstorbene aus Hameln und Umgebung aus den Jahren 1741 bis 1937.
- Der Garnisonfriedhof Hameln ist ein historischer Friedhof, auf dem hochrangige Militärangehörige aus dem gesamten norddeutschen Raum und der Festung Hameln bestattet sind.
- Hefehof, ein 1890 erbautes Werksgebäude im Stil der Gründerzeit der Bremer Zucker-Raffinerie, das nach knapp 10-jähriger Betriebszeit 1899 die Produktion einstellte. Ab 1907 wurde von der Nord-West Deutschen Hefe- und Spritwerke Aktiengesellschaft Hefe produziert und im Laufe der Zeit siedelten sich auf dem Gelände zahlreiche weitere Betriebe an. Das denkmalgeschützte Gebäude wurde im Jahre 2000 umgebaut und beherbergt seither eine Einkaufszone, das Technologie- und Gründerzentrum der Stadt Hameln sowie einen kulturellen Veranstaltungsbereich.[40]
- Bismarckturm, ein 1910 eingeweihter 13,5 m hoher Aussichtsturm auf der Knabenburg.[41]

Trotz der nur geringen Kriegsbeschädigungen sind nach dem Krieg mutwillige Verluste denkmalgeschützter Bausubstanz erfolgt:
- Der Kiepehof, 1646 von Justus von Kiepe erbaut, wurde 1971, obwohl noch intakt, auf Beschluss des Rates der Stadt abgerissen.[42]
- Das Siechenhaus in Wangelist, 1431 erstmals erwähnt, wich 1969 der Bundesstraße 1.[43]

### Grünflächen und Naherholung
Stadtwald und der Bürgergarten nahe der Hamelner Altstadt.
Der Bürgergarten im Osten der Altstadt ist eine schöne, zentral gelegene Parkanlage. Er ist sowohl bei den Touristen wie auch den Einwohnern Hamelns sehr beliebt. In der Sommerzeit ist er Spielort für Freiluftkonzerte. Angelegt wurde er zum 5. Mai 1962 an der Stelle eines ehemaligen Exerzierplatzes (bis 1924), beziehungsweise später eines Sportplatzes.

### Sport

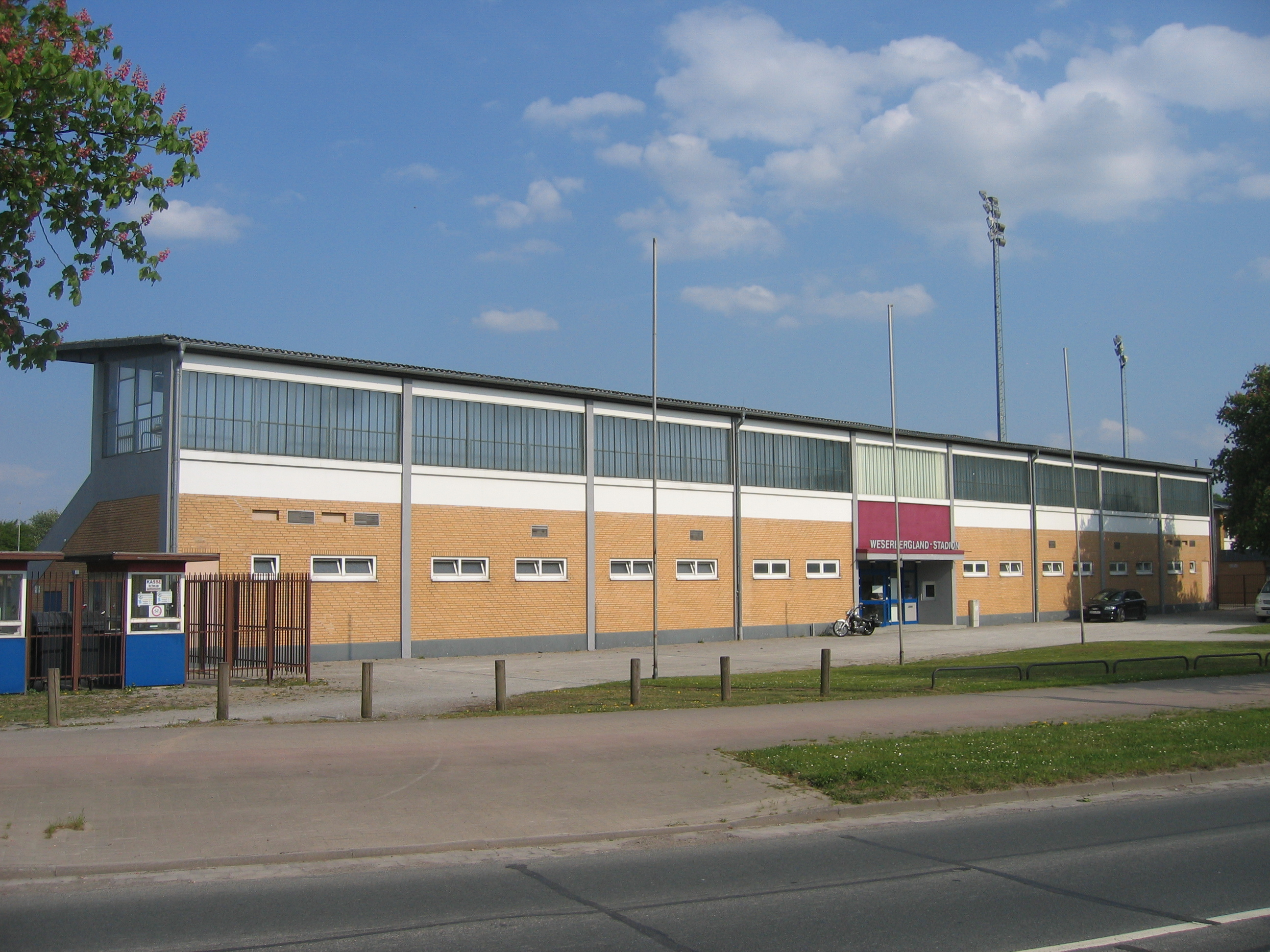
Weserberglandstadion

Bekannt ist Hameln als Standort des Ruderverein „Weser“ von 1885 (RVW), der bereits mehrere Olympiateilnehmer und Weltmeister im Rudersport hervorbrachte und einen Achter in der 1. Ruder-Bundesliga der Männer stellt. Ein eigenes Bootshaus am südlichen Rand von Hameln an der Weser gelegen dient dem RVW als Vereinsheim. Amtierender Vorsitzender des RVW ist Jürgen Lohmann.
Als Fußball- und Allgemeinstadion dient das Weserberglandstadion. Bis 2010 war hier die Spielvereinigung Preußen Hameln 07 zu Hause. Der Fußballverein spielte viele Jahre in der Amateur-Oberliga, der ehemals dritthöchsten Spielklasse. Im Jahre 2010 musste er Insolvenz anmelden. Der neu gegründete FC Preußen Hameln versucht einen sportlichen Neuanfang.
Das Weserberglandstadion war Veranstaltungsort mehrerer Freiluftkonzerte, zum Beispiel Michael Jackson und Pur, sowie von Spielen von Jugendwelt- und Europameisterschaften im Fußball. Während der Fußball-Weltmeisterschaft 2006 trainierte hier mehrfach die Französische Fußballnationalmannschaft, die Vizeweltmeister wurde. Sie logierte vier Wochen im Golf- und Schlosshotel Münchhausen in Aerzen-Königsförde.
In Hameln wurde in den 1990er Jahren außerdem Bundesliga-Handball gespielt. Der VfL Hameln ist bekannt für die Abteilungen Basketball (2. Regionalliga), Handball (Oberliga) und Leichtathletik.
Der in Hameln-Tündern beheimatete TSV Schwalbe Tündern war von 2005 bis 2007 in der Tischtennis-Bundesliga vertreten. Der Olympiadritte und Europameister Dimitrij Ovtcharov entwickelte sich dort zum Spitzenspieler. Nationalspieler Ruwen Filus spielte als Kind und Jugendlicher bei Schwalbe.
Der PSV Hameln bietet unter anderem Hockey für Kinder und Jugendliche an; gespielt wird auf dem großen Kunstrasenplatz im Ortsteil Afferde.
Die H.I.C., Hamelner Inline Connection, bietet die Möglichkeit, verschiedene Sportarten mit Inline-Skates zu betreiben. Vor allem das dem Eishockey ähnliche Inlinehockey, ausgeübt durch die Mannschaften der Boomtown Ratz, erfreut sich wachsender Beliebtheit.
Mit dem DC Hameln 79 e. V. ist in Hameln der älteste Dartverein Deutschlands ansässig.
2021 bewarb sich die Stadt als Host Town für die Gestaltung eines viertägigen Programms für eine internationale Delegation der Special Olympics World Summer Games 2023 in Berlin. 2022 wurde sie als Gastgeberin für Special Olympics Slowakei ausgewählt. Damit wurde sie Teil des größten kommunalen Inklusionsprojekts in der Geschichte der Bundesrepublik mit mehr als 200 Host Towns.

### Regelmäßige Veranstaltungen

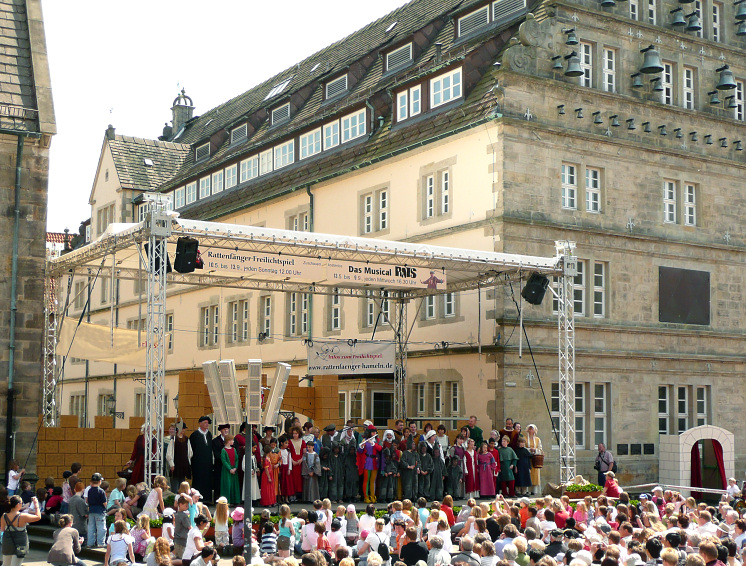
Rattenfänger Freilichtspiel

Musical RATS

Freilichttheater in der Innenstadt (Hochzeitshausterrasse):
- Rattenfänger Freilichtspiel. 80 Hamelner Bürger und Kinder präsentieren in historischen Kostümen die Rattenfängersage nach den Brüdern Grimm. Das kostenlose Freilichttheater wird von Mitte Mai bis Mitte September sonntags mittags aufgeführt. Das 30-minütige Spiel zieht durchschnittlich etwa 2000 Besucher an.
- Musical „RATS“. Es handelt sich um eine 45-minütige, humorvolle Interpretation der Rattenfängersage. Das Musical beinhaltet musikalische Ohrwürmer, wie Walzer, Marsch, Balladen und Rap. Es wird von Ende Mai bis Mitte September mittwochs nachmittags um 16:30 Uhr auf der Hochzeitshausterrasse kostenlos aufgeführt.
- Tivi´s Märchenspiel. Jedes Jahr zur Weihnachtszeit führt die Gruppe, bestehend aus ca. 100 Kindern und Jugendlichen auf der Bühne und ca. 40 im Orchester, ein Märchen auf. Es werden jährlich ca. 7.000 Karten, verteilt auf jeweils 10–12 Vorführungen verkauft.[46]
- Hameln bietet seit 2014 auch einen Mittelalter-/Fantasymarkt mit Namen Mystica Hamelon.[47]

### Veranstaltungsorte

#### Rattenfänger-Halle
Direkt an der Weserpromenade liegt die Mehrzweck-Sporthalle der Stadt Hameln, die Rattenfänger-Halle. Mit rund 2155 m² ist sie seit 1988 der größte Veranstaltungsort der Stadt. Die Nutzung reicht von sportlichen Wettbewerben über Bälle, Märkte, Messen bis hin zu Konzerten und Tagungen. Sie bietet Sitzplätze für bis zu 2300 Personen.

#### Kultur- und Kommunikationszentrum Sumpfblume
Auch direkt an der Weserpromenade liegt das Kulturzentrum Sumpfblume, welches 1979 gegründet wurde. Das Gebäude verfügt über zwei Stockwerke und einen angeschlossenen Konzertsaal.

#### Weserbergland-Zentrum
Das 1996 fertiggestellte und nahe der Innenstadt liegende Weserbergland-Zentrum (WB-Z) ist ein Veranstaltungsort für Konferenzen, Seminare, Kleinkunst, Messen und Festivitäten bis zu 700 Personen.

## Wirtschaft und Infrastruktur

Plakat der Oberweser Dampfschiffahrts Gesellschaft

### Unternehmen

#### Firmensitz in Hameln
- BHW, Bausparkasse mit rund 2600 Beschäftigten in der Stadt
- Reintjes GmbH, Schiffsgetriebe, 400 Mitarbeiter in Hameln (2017)
- Hameln Pharmaceuticals GmbH, 676 Mitarbeiter (2012), gegr. von Günther Kerstein als Pharmazeutische Fabrik Hameln in der Bäckerstraße 5, heute zu Siegfried Holding
- Franz Kaminski Waggonbau (300 Mitarbeiter)
- Sana Klinikum Hameln-Pyrmont (Träger: Gesundheitseinrichtungen Hameln Pyrmont GmbH), Krankenhaus

#### Größere Niederlassungen auswärtiger Unternehmen
- Volvo Construction Equipment, Straßenbaumaschinen; 2023 von Ammann Group übernommen
- Vorwerk (seit 2020 selbständiges Unternehmen in Hameln), Teppichböden
- ProXES, früher Stephan Machinery, Maschinen für die Lebensmittelindustrie
- XOX-Gebäck GmbH, Hersteller von Knabbergebäck

#### Ehemalige Unternehmen
- Wesermühle (im April 2013 geschlossen)
- Norddeutsche Automobilwerke (1907–1919), später Selve (1919–1929)

### Medien

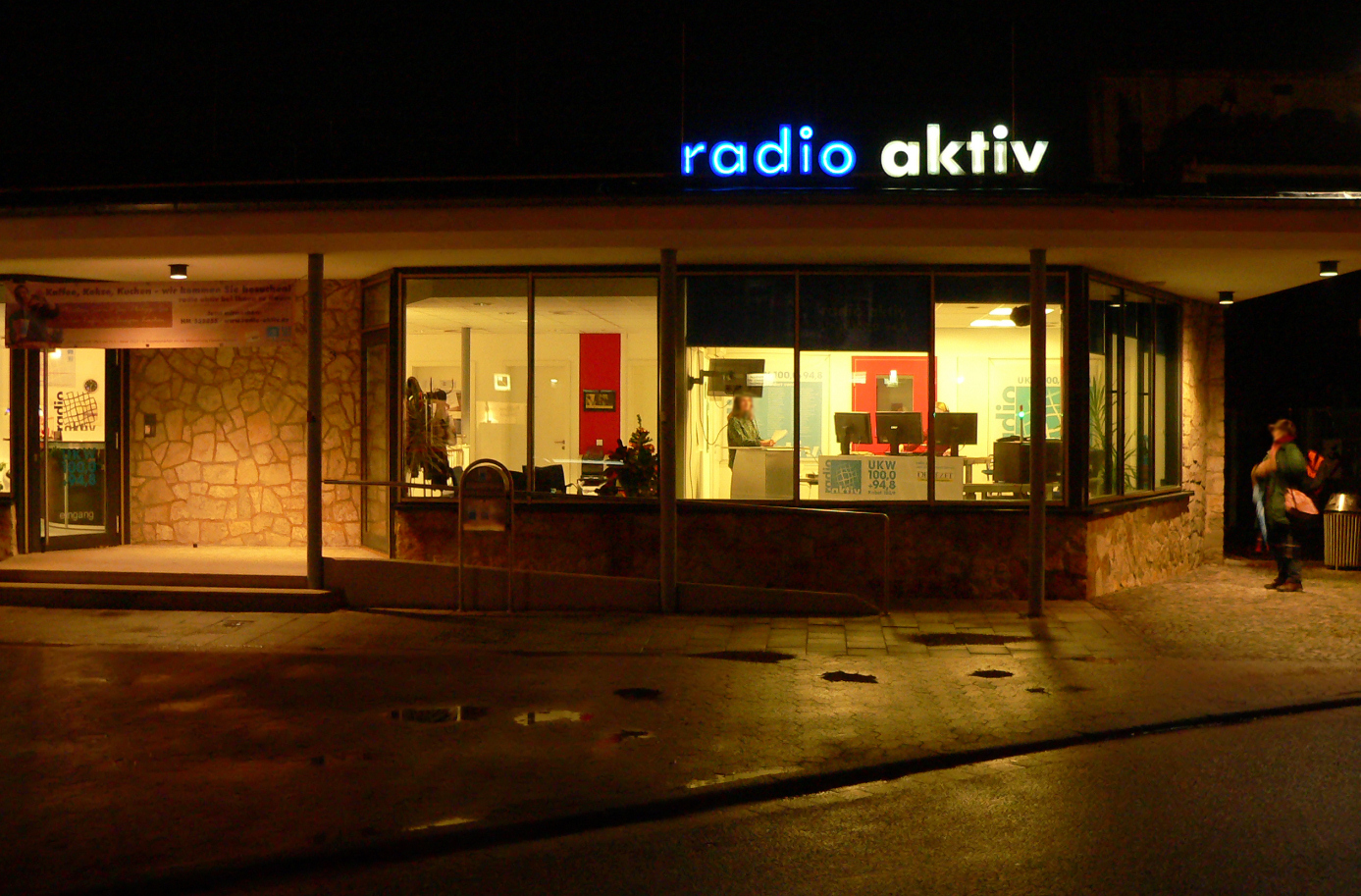
„Gläsernes“ Tonstudio von radio aktiv

Von regionaler Bedeutung ist die 1848 gegründete Deister- und Weserzeitung, kurz Dewezet genannt; sie erscheint als Hauptausgabe „Hameln“ und als Nebenausgabe „Bodenwerder“ sowie unter dem Titel „Pyrmonter Nachrichten“ in Bad Pyrmont. Außerdem liefert die Zentralredaktion – seit 2004 teils in Zusammenarbeit mit der „Hannoverschen Allgemeinen Zeitung“ – die überregionalen Seiten für die „Schaumburger Zeitung“ (Rinteln), die „Schaumburg-Lippische Landeszeitung“ (Bückeburg), die „Neue Deister Zeitung“ (Springe) und die „Deister-Leine-Zeitung“ (Barsinghausen). Der Onlinedienst „dewezet.de“ berichtet aus der Stadt. Der Sender Radio Aktiv deckt weite Teile des Landkreises Hameln-Pyrmont ab und produziert in seinem gläsernen Studio am Bürgergarten Hameln ein an Wortbeiträgen reiches Programm. Außerdem unterhält der NDR ein Redaktionsstudio in Hameln.

### Öffentliche Einrichtungen
Hameln ist Standort des Sana Klinikums Hameln-Pyrmont, das sich an dem Standort Weser befindet. Der Standort Wilhelmstraße wurde geschlossen. Danach wurde das Gebäude ausgebaut. Heute residiert das Ameos-Klinikum Hameln in der Wilhelmstraße.
In der Stadt haben das Amtsgericht Hameln und das Arbeitsgericht Hameln ihren Sitz.
In Hameln-Tündern befindet sich die Jugendanstalt Hameln mit 793 Haftplätzen, die die einzige Jugendanstalt (JA) Niedersachsens ist.

### Bildung

#### Fachhochschule

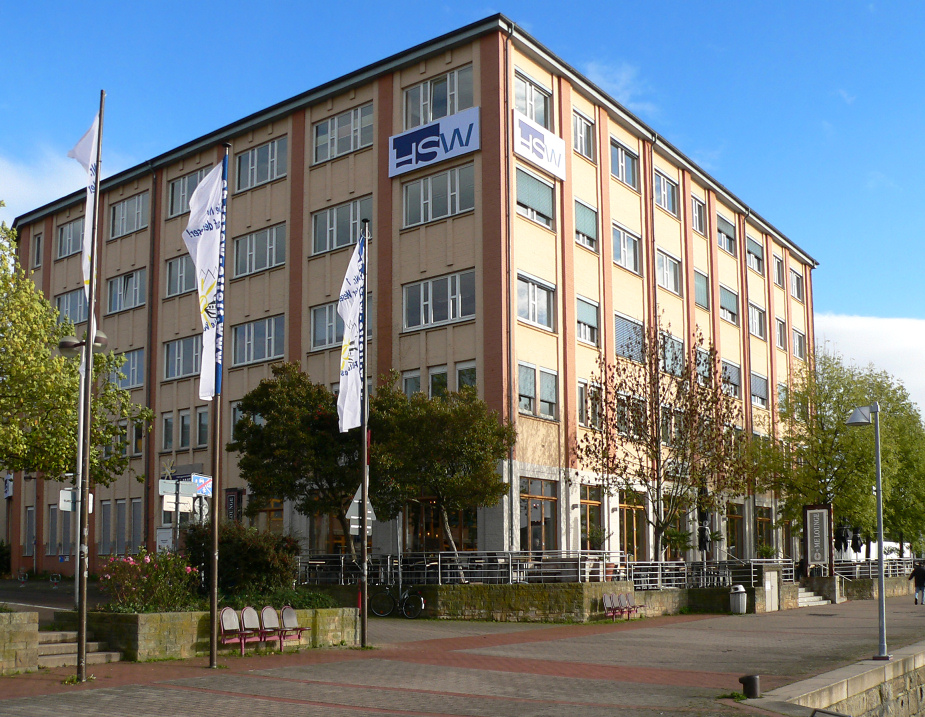
Hochschule Weserbergland

- Hochschule Weserbergland

#### Gymnasien
- Schiller-Gymnasium Hameln („Schiller“)
- Viktoria-Luise-Gymnasium („Vikilu“)
- Albert-Einstein-Gymnasium Hameln („AEG“)

#### Berufsbildende Schulen
- Elisabeth-Selbert-Schule (Berufliches Gymnasium für Gesundheit und Soziales) („ESS“)
- Eugen-Reintjes-Schule (Berufliches Gymnasium Technik) („ERS“)
- Handelslehranstalt Hameln (Berufliches Gymnasium Wirtschaft) („HLA“)

#### Gesamtschulen
- IGS Elisabeth-Belling Hameln
- IGS Hameln-West

#### Ober- und Realschulen
- Pestalozzi-Schule (Grund- und Oberschule)
- Theodor-Heuss-Realschule (auslaufend)
- Wilhelm-Raabe-Schule (Grund- und Oberschule)

#### Grundschulen
- Pestalozzi-Schule (Grund- und Oberschule)
- Wilhelm-Raabe-Schule (Grund- und Oberschule)
- Klütschule (Grundschule)
- Grundschule Hohes Feld
- Grundschule Sünteltal
- Basbergschule (Grundschule)
- Grundschule Hameln-Rohrsen
- Grundschule Afferde
- Grundschule Tündern
- Papenschule (Grundschule)
- Grundschule Wangelist
- Grundschule Klein Berkel
- Grundschule Am Mainbach
- Niels-Stensen-Schule (katholische Grundschule)
- Grundschule Hastenbeck

#### Förderschulen
- Albert-Schweitzer-Schule, Förderschule Lernen
- Heinrich-Kielhorn-Schule, Förderschule Geistige Entwicklung

#### Sonstige Schulen
- Schweißtechnische Kursstätte Hameln des Deutschen Verbandes für Schweißen und verwandte Verfahren
- TA-Bildungszentrum Hameln (Technische Akademie Hameln GmbH) Weiterbildungen

### Verkehr

#### Straßenverkehr
Im Innenstadtring von Hameln laufen die Bundesstraßen 1, 83 und 217 sternförmig zusammen. Über die B 1 kommt man in Westrichtung nach Paderborn und Bielefeld und in Ostrichtung nach Hildesheim, während man über die B 83 in Nordwest-Richtung nach Minden sowie zur A 2 (AS Bad Eilsen) kommt und in Südrichtung Holzminden und Höxter zu erreichen sind. Die B 217 beginnt in Hameln und führt in Nordost-Richtung nach Hannover. Die B 1 überquert die Weser auf der Münsterbrücke, die B 83 auf der Thiewallbrücke.
Der Öffentliche Personennahverkehr in Hameln-Pyrmont wird von der Verkehrsgesellschaft Hameln-Pyrmont mbh (VHP) betrieben. Der Nahverkehr in Hameln-Pyrmont ist unter dem Namen „Die Öffis“ bekannt.

#### Schienenverkehr

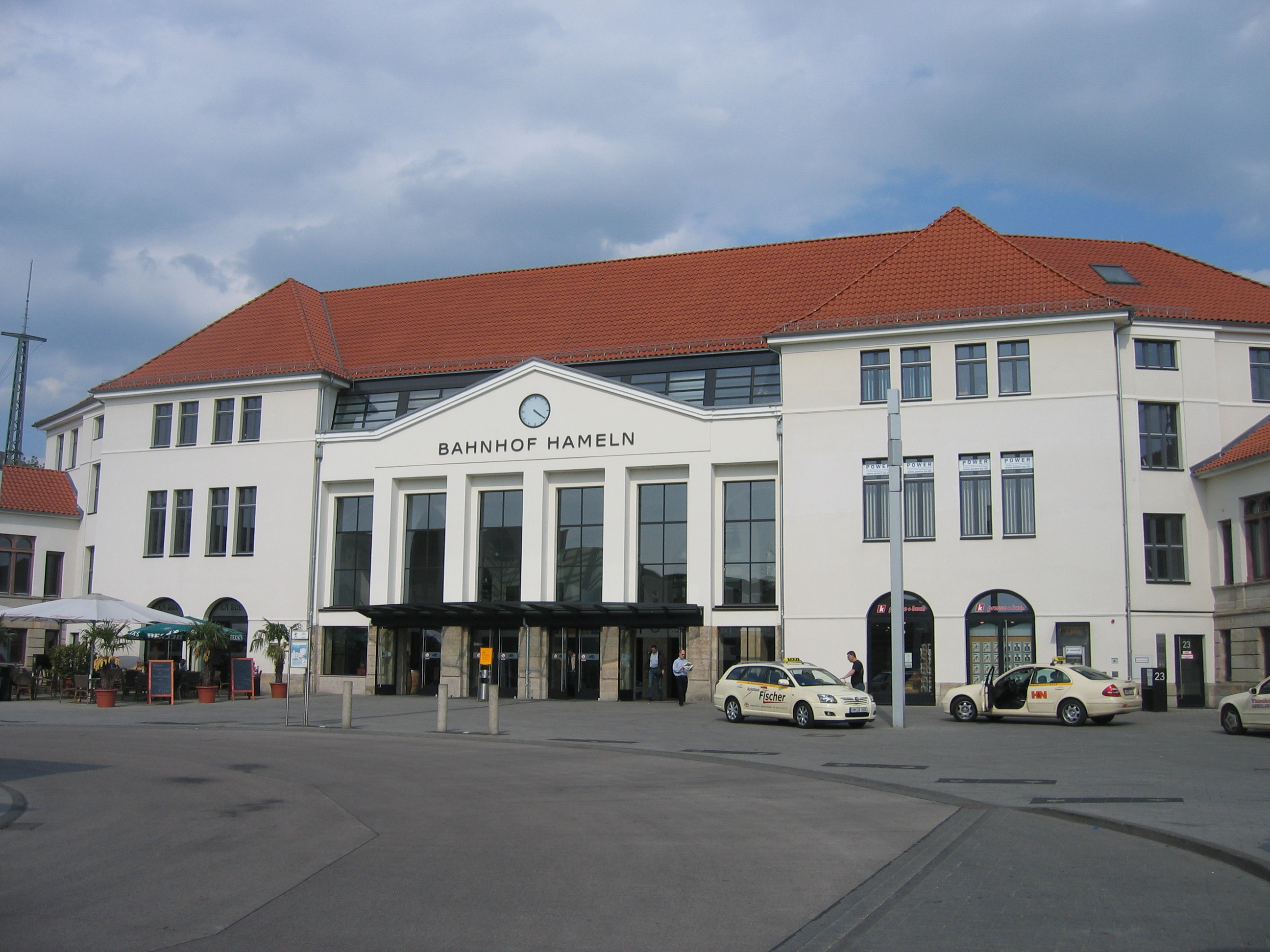
Bahnhof Hameln, Empfangsgebäude

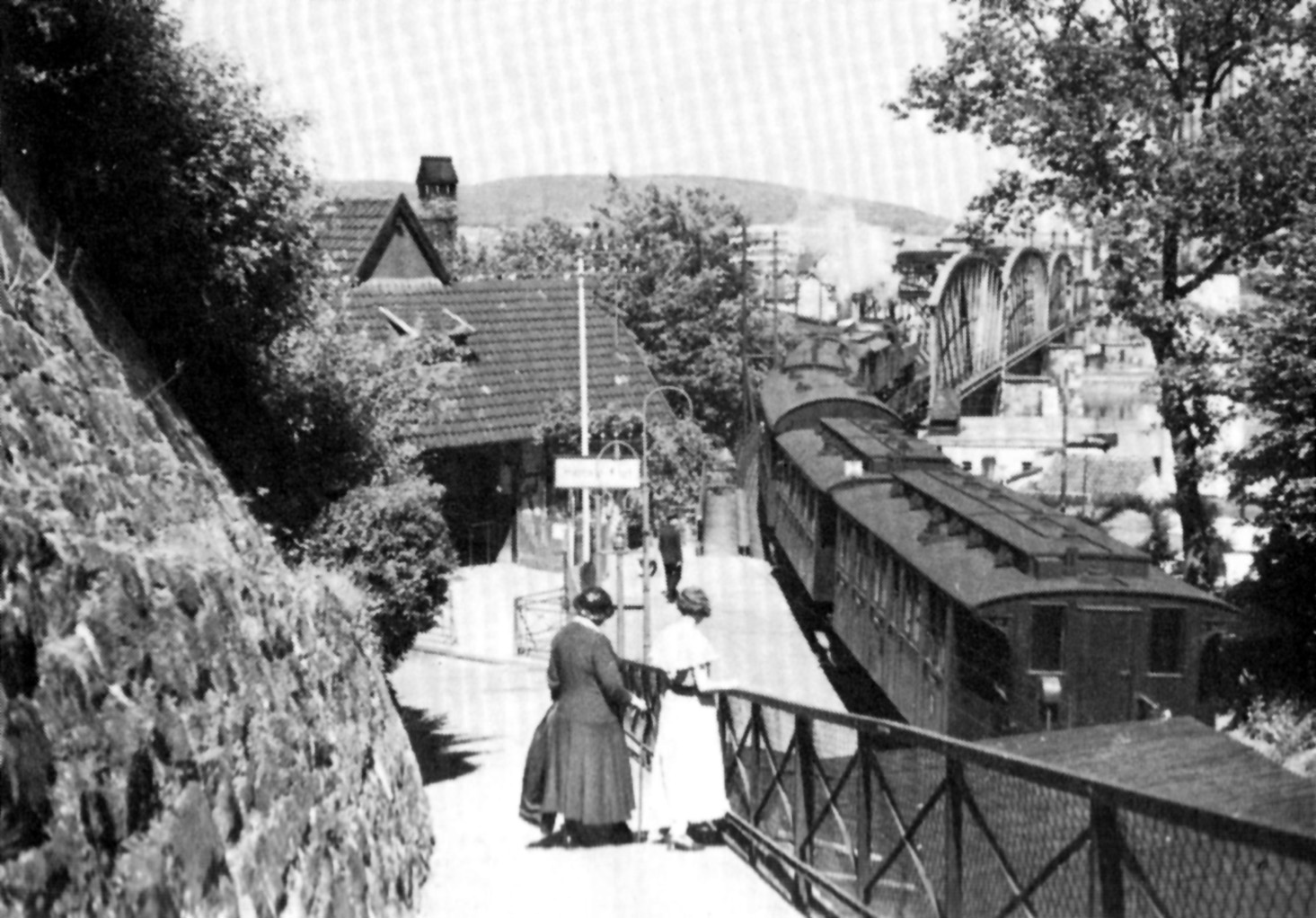
Haltepunkt Hameln-Klüt an der 1985 abgebauten Strecke nach Bielefeld

Der Bahnhof Hameln liegt an der zweigleisigen, elektrifizierten Hauptbahn Hannover–Altenbeken, die sich hier mit der zweigleisig trassierten, nunmehr aber nur noch eingleisigen, nicht elektrifizierten Bahnstrecke Elze–Löhne kreuzt. Die ebenfalls nach Hameln führende Bahnstrecke Hameln-Lage-Bielefeld mit Weserbrücke und dem Klüttunnel wurde 1980 im Personenverkehr stillgelegt und 1985 abgebaut.
Der Bahnhof wird im Schienenpersonennahverkehr von der S-Bahn-Linie 5 Hannover Flughafen–Hannover Hbf – Hameln – Altenbeken – Paderborn bedient, die von Transdev Hannover betrieben wird. Außerdem verkehrt die Regionalbahn „Weser-Bahn“ Herford – Bünde – Löhne – Hameln – Hildesheim. Diese Linie wird von Regionalverkehre Start Deutschland mit Dieseltriebwagen der Bauart Alstom Coradia LINT (Baureihe 648) betrieben.

#### Schifffahrt
Südlich der Altstadt befindet sich ein Hafenbecken, an dem verschiedene Betriebe und Lagerhäuser angesiedelt sind. Auch ein Eisenbahnanschluss zum Bahnhof ist vorhanden. Im Frachtverkehr spielt der Hafen keine Rolle mehr. Heute liegen hier Fahrgastschiffe der Flotte Weser und andere Boote.

## Persönlichkeiten

### Ehrenbürger

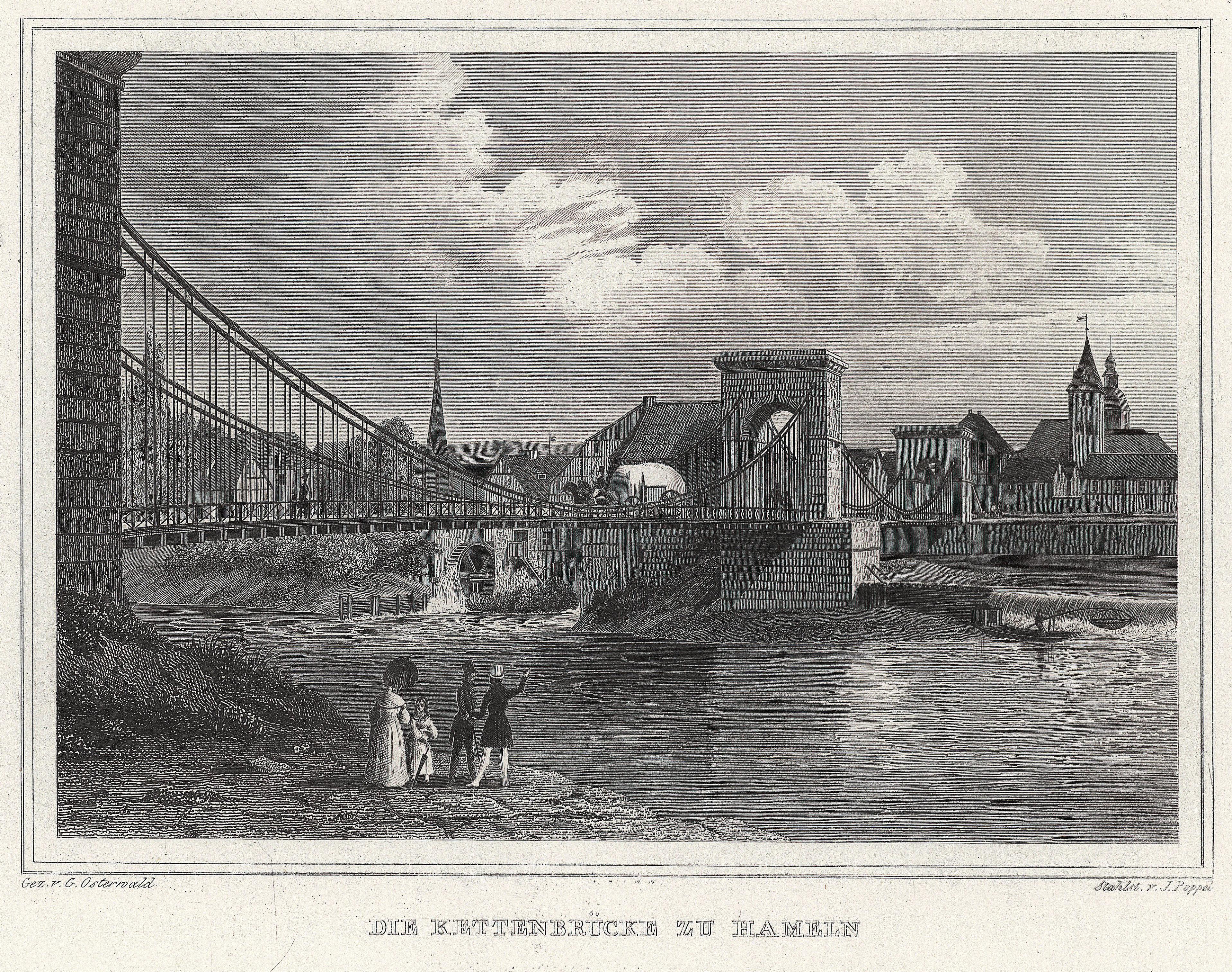
Kettenbrücke Hameln im 19. Jahrhundert

Das Ehrenbürgerrecht ist die höchste Würdigung der Stadt Hameln. Die Stadt hat die folgenden Personen damit ausgezeichnet:
- Victor Lebrecht von Prott (1781–1857), am 2. November 1839, Generalmajor und Erbauer der Kettenbrücke über die Weser
- Friedrich Wilhelm Heise (1802–1883), am 19. Juli 1878, Vorsteher des Postamtes, Vorsitzender des Hamelner Verschönerungsvereines
- Adolf Buchholz (1803–1877), am 18. Dezember 1869, Wasserbauinspektor, Erbauer der Hamelner Schleuse
- Karl Wermuth (1804–1867), am 21. Februar 1846, Senator und Polizeikommissar, Verbesserung des Rechnungswesens der Stadt
- Carl August Brekelbaum (1804–1884), am 28. August 1874, Maurermeister und Bauunternehmer, Gründer der C.-A.-Brekelbaum-Stiftung
- Heinrich Friedrich Meyer (1819–1894), am 22. November 1889, Mitglied des Hamelner Magistrates
- Julius Wolff (1834–1910), am 28. Juni 1884, Autor des Versepos Der Rattenfänger von Hameln und von „Singuf, Rattenfängerlieder“
- Victor Ernst Nessler (1841–1890), am 28. Juni 1884, Komponist, schrieb 1879 die Oper „Der Rattenfänger von Hameln“
- Johannes Ludwig Daniel Thies (1846–1933), am 23. August 1919, Kaufmann und Senator, errichtete die Herberge zur Heimat in Hameln

### Aberkannte Ehrenbürgerschaften
Im Jahr 1979 fasste der Rat der Stadt Hameln zur Distanzierung von der Verleihung der Ehrenbürgerschaft an Adolf Hitler und Margarete Wessel den Beschluss, dass die Ehrenbürgerschaften beider Personen bereits mit dem Tod erloschen seien und weder rechtlich noch politisch eine Ehrenbürgerschaft von Adolf Hitler und Margarete Wessel bestehe. Nach dem Niedersächsischen Kommunalverfassungsgesetz endet das Ehrenbürgerrecht mit dem Tod. Wegen unwürdigen Verhaltens kann es nur zu Lebzeiten der Person wieder entzogen werden.
Anfang 2016 machte sich der Hamelner Historiker Bernhard Gelderblom für eine Neupositionierung des Stadtrates stark. Aufgrund des Wahlkampfes (Kommunalwahl) und der Flüchtlingskrise wurde es jedoch kaum beachtet. 2017 widmete sich schließlich der Rat dem Thema, wobei die Aberkennung der Ehrenbürgerschaften auf großen Zuspruch stieß.
Am 20. September 2017 wurde, einstimmig bei einer Enthaltung, den folgenden Personen das Ehrenbürgerrecht aberkannt:
- Paul von Hindenburg (1847–1934), am 13. April 1933 auf Beschluss des Bürgervorsteherkollegs
- Adolf Hitler (1889–1945), am 13. April 1933 auf Beschluss des Bürgervorsteherkollegs
- Margarete Wessel, am 9. August 1933, da die Mutter von Horst Wessel (1907–1930) nahe Hameln geboren war; Übergabe am 25. März 1937 an ihre Tochter Ingeborg.

### Söhne und Töchter der Stadt
- Liste von Persönlichkeiten der Stadt Hameln